# Llista d'asteroides (259001-260000)
Llista d'asteroides del 259.001 al 260.000, amb data de descoberta i descobridor. És un fragment de la llista d'asteroides completa. Als asteroides se'ls dona un número quan es confirma la seva òrbita, per tant apareixen llistats aproximadament segons la data de descobriment.

## 259001-259100
| Nom    | Designació provisional | Data de descobriment   | Lloc de descobriment | Descobridor/s            |
| ------ | ---------------------- | ---------------------- | -------------------- | ------------------------ |
| 259001 | 2002 TP92              | 1 d'octubre de 2002    | Anderson Mesa        | LONEOS                   |
| 259002 | 2002 TM98              | 3 d'octubre de 2002    | Socorro              | LINEAR                   |
| 259003 | 2002 TX98              | 3 d'octubre de 2002    | Socorro              | LINEAR                   |
| 259004 | 2002 TU102             | 4 d'octubre de 2002    | Socorro              | LINEAR                   |
| 259005 | 2002 TD104             | 4 d'octubre de 2002    | Socorro              | LINEAR                   |
| 259006 | 2002 TU104             | 4 d'octubre de 2002    | Socorro              | LINEAR                   |
| 259007 | 2002 TV110             | 2 d'octubre de 2002    | Campo Imperatore     | CINEOS                   |
| 259008 | 2002 TE115             | 3 d'octubre de 2002    | Palomar              | NEAT                     |
| 259009 | 2002 TV117             | 3 d'octubre de 2002    | Palomar              | NEAT                     |
| 259010 | 2002 TC118             | 3 d'octubre de 2002    | Palomar              | NEAT                     |
| 259011 | 2002 TN119             | 3 d'octubre de 2002    | Palomar              | NEAT                     |
| 259012 | 2002 TJ121             | 3 d'octubre de 2002    | Palomar              | NEAT                     |
| 259013 | 2002 TJ122             | 3 d'octubre de 2002    | Campo Imperatore     | CINEOS                   |
| 259014 | 2002 TU127             | 4 d'octubre de 2002    | Socorro              | LINEAR                   |
| 259015 | 2002 TK145             | 3 d'octubre de 2002    | Socorro              | LINEAR                   |
| 259016 | 2002 TY150             | 5 d'octubre de 2002    | Palomar              | NEAT                     |
| 259017 | 2002 TH158             | 5 d'octubre de 2002    | Palomar              | NEAT                     |
| 259018 | 2002 TD159             | 5 d'octubre de 2002    | Palomar              | NEAT                     |
| 259019 | 2002 TW174             | 4 d'octubre de 2002    | Socorro              | LINEAR                   |
| 259020 | 2002 TN177             | 11 d'octubre de 2002   | Palomar              | NEAT                     |
| 259021 | 2002 TL189             | 5 d'octubre de 2002    | Socorro              | LINEAR                   |
| 259022 | 2002 TF190             | 13 d'octubre de 2002   | Eskridge             | G. Hug                   |
| 259023 | 2002 TD194             | 3 d'octubre de 2002    | Socorro              | LINEAR                   |
| 259024 | 2002 TF194             | 3 d'octubre de 2002    | Socorro              | LINEAR                   |
| 259025 | 2002 TD200             | 8 d'octubre de 2002    | Bergisch Gladbac     | W. Bickel                |
| 259026 | 2002 TJ208             | 4 d'octubre de 2002    | Socorro              | LINEAR                   |
| 259027 | 2002 TD215             | 4 d'octubre de 2002    | Socorro              | LINEAR                   |
| 259028 | 2002 TW217             | 5 d'octubre de 2002    | Palomar              | NEAT                     |
| 259029 | 2002 TX221             | 7 d'octubre de 2002    | Anderson Mesa        | LONEOS                   |
| 259030 | 2002 TN223             | 7 d'octubre de 2002    | Socorro              | LINEAR                   |
| 259031 | 2002 TU224             | 8 d'octubre de 2002    | Anderson Mesa        | LONEOS                   |
| 259032 | 2002 TZ225             | 8 d'octubre de 2002    | Anderson Mesa        | LONEOS                   |
| 259033 | 2002 TW227             | 8 d'octubre de 2002    | Anderson Mesa        | LONEOS                   |
| 259034 | 2002 TV232             | 6 d'octubre de 2002    | Socorro              | LINEAR                   |
| 259035 | 2002 TA236             | 6 d'octubre de 2002    | Socorro              | LINEAR                   |
| 259036 | 2002 TZ238             | 8 d'octubre de 2002    | Anderson Mesa        | LONEOS                   |
| 259037 | 2002 TV244             | 7 d'octubre de 2002    | Socorro              | LINEAR                   |
| 259038 | 2002 TK250             | 7 d'octubre de 2002    | Socorro              | LINEAR                   |
| 259039 | 2002 TM254             | 9 d'octubre de 2002    | Anderson Mesa        | LONEOS                   |
| 259040 | 2002 TQ256             | 9 d'octubre de 2002    | Socorro              | LINEAR                   |
| 259041 | 2002 TR256             | 9 d'octubre de 2002    | Socorro              | LINEAR                   |
| 259042 | 2002 TE278             | 10 d'octubre de 2002   | Socorro              | LINEAR                   |
| 259043 | 2002 TG288             | 10 d'octubre de 2002   | Socorro              | LINEAR                   |
| 259044 | 2002 TL292             | 10 d'octubre de 2002   | Socorro              | LINEAR                   |
| 259045 | 2002 TE308             | 4 d'octubre de 2002    | Apache Point         | Sloan Digital Sky Survey |
| 259046 | 2002 TN314             | 4 d'octubre de 2002    | Apache Point         | Sloan Digital Sky Survey |
| 259047 | 2002 TE316             | 4 d'octubre de 2002    | Apache Point         | Sloan Digital Sky Survey |
| 259048 | 2002 TD317             | 5 d'octubre de 2002    | Apache Point         | Sloan Digital Sky Survey |
| 259049 | 2002 TX317             | 5 d'octubre de 2002    | Apache Point         | Sloan Digital Sky Survey |
| 259050 | 2002 TC340             | 5 d'octubre de 2002    | Apache Point         | Sloan Digital Sky Survey |
| 259051 | 2002 TS340             | 5 d'octubre de 2002    | Apache Point         | Sloan Digital Sky Survey |
| 259052 | 2002 TY363             | 10 d'octubre de 2002   | Apache Point         | Sloan Digital Sky Survey |
| 259053 | 2002 TE366             | 10 d'octubre de 2002   | Apache Point         | Sloan Digital Sky Survey |
| 259054 | 2002 TN373             | 9 d'octubre de 2002    | Palomar              | NEAT                     |
| 259055 | 2002 TP374             | 11 d'octubre de 2002   | Apache Point         | Sloan Digital Sky Survey |
| 259056 | 2002 TM376             | 13 d'octubre de 2002   | Palomar              | NEAT                     |
| 259057 | 2002 TP381             | 6 d'octubre de 2002    | Palomar              | NEAT                     |
| 259058 | 2002 TG382             | 4 d'octubre de 2002    | Apache Point         | Sloan Digital Sky Survey |
| 259059 | 2002 UV2               | 28 d'octubre de 2002   | Socorro              | LINEAR                   |
| 259060 | 2002 UM3               | 28 d'octubre de 2002   | Socorro              | LINEAR                   |
| 259061 | 2002 US6               | 28 d'octubre de 2002   | Palomar              | NEAT                     |
| 259062 | 2002 UH9               | 28 d'octubre de 2002   | Palomar              | NEAT                     |
| 259063 | 2002 UF12              | 30 d'octubre de 2002   | Socorro              | LINEAR                   |
| 259064 | 2002 UJ15              | 30 d'octubre de 2002   | Palomar              | NEAT                     |
| 259065 | 2002 UX21              | 30 d'octubre de 2002   | Haleakala            | NEAT                     |
| 259066 | 2002 UX23              | 28 d'octubre de 2002   | Palomar              | NEAT                     |
| 259067 | 2002 UC27              | 31 d'octubre de 2002   | Anderson Mesa        | LONEOS                   |
| 259068 | 2002 UD35              | 31 d'octubre de 2002   | Socorro              | LINEAR                   |
| 259069 | 2002 UJ41              | 31 d'octubre de 2002   | Palomar              | NEAT                     |
| 259070 | 2002 UE52              | 29 d'octubre de 2002   | Apache Point         | Sloan Digital Sky Survey |
| 259071 | 2002 UC64              | 30 d'octubre de 2002   | Apache Point         | Sloan Digital Sky Survey |
| 259072 | 2002 UO68              | 30 d'octubre de 2002   | Apache Point         | Sloan Digital Sky Survey |
| 259073 | 2002 UQ73              | 31 d'octubre de 2002   | Palomar              | NEAT                     |
| 259074 | 2002 VL9               | 1 de novembre de 2002  | Palomar              | NEAT                     |
| 259075 | 2002 VF10              | 1 de novembre de 2002  | Palomar              | NEAT                     |
| 259076 | 2002 VA21              | 5 de novembre de 2002  | Socorro              | LINEAR                   |
| 259077 | 2002 VC23              | 5 de novembre de 2002  | Socorro              | LINEAR                   |
| 259078 | 2002 VN23              | 5 de novembre de 2002  | Socorro              | LINEAR                   |
| 259079 | 2002 VQ25              | 5 de novembre de 2002  | Socorro              | LINEAR                   |
| 259080 | 2002 VM26              | 5 de novembre de 2002  | Socorro              | LINEAR                   |
| 259081 | 2002 VE29              | 5 de novembre de 2002  | Anderson Mesa        | LONEOS                   |
| 259082 | 2002 VU30              | 5 de novembre de 2002  | Socorro              | LINEAR                   |
| 259083 | 2002 VS31              | 5 de novembre de 2002  | Socorro              | LINEAR                   |
| 259084 | 2002 VC35              | 5 de novembre de 2002  | Socorro              | LINEAR                   |
| 259085 | 2002 VJ46              | 5 de novembre de 2002  | Palomar              | NEAT                     |
| 259086 | 2002 VA55              | 6 de novembre de 2002  | Anderson Mesa        | LONEOS                   |
| 259087 | 2002 VL64              | 6 de novembre de 2002  | Haleakala            | NEAT                     |
| 259088 | 2002 VG66              | 8 de novembre de 2002  | Socorro              | LINEAR                   |
| 259089 | 2002 VZ67              | 7 de novembre de 2002  | Kitt Peak            | Spacewatch               |
| 259090 | 2002 VD97              | 12 de novembre de 2002 | Socorro              | LINEAR                   |
| 259091 | 2002 VA99              | 13 de novembre de 2002 | Socorro              | LINEAR                   |
| 259092 | 2002 VX102             | 12 de novembre de 2002 | Socorro              | LINEAR                   |
| 259093 | 2002 VC104             | 12 de novembre de 2002 | Socorro              | LINEAR                   |
| 259094 | 2002 VC111             | 13 de novembre de 2002 | Palomar              | NEAT                     |
| 259095 | 2002 VJ115             | 11 de novembre de 2002 | Socorro              | LINEAR                   |
| 259096 | 2002 VS116             | 13 de novembre de 2002 | Palomar              | NEAT                     |
| 259097 | 2002 VQ123             | 14 de novembre de 2002 | Palomar              | NEAT                     |
| 259098 | 2002 VW125             | 14 de novembre de 2002 | Palomar              | NEAT                     |
| 259099 | 2002 VN142             | 5 de novembre de 2002  | Palomar              | NEAT                     |
| 259100 | 2002 VO143             | 15 de novembre de 2002 | Palomar              | NEAT                     |

## 259101-259200
| Nom    | Designació provisional | Data de descobriment   | Lloc de descobriment | Descobridor/s            |
| ------ | ---------------------- | ---------------------- | -------------------- | ------------------------ |
| 259101 | 2002 WS                | 20 de novembre de 2002 | Socorro              | LINEAR                   |
| 259102 | 2002 WT5               | 23 de novembre de 2002 | Palomar              | NEAT                     |
| 259103 | 2002 WM6               | 24 de novembre de 2002 | Palomar              | NEAT                     |
| 259104 | 2002 WC7               | 24 de novembre de 2002 | Palomar              | NEAT                     |
| 259105 | 2002 WC10              | 24 de novembre de 2002 | Palomar              | NEAT                     |
| 259106 | 2002 WJ10              | 24 de novembre de 2002 | Palomar              | NEAT                     |
| 259107 | 2002 WN14              | 28 de novembre de 2002 | Anderson Mesa        | LONEOS                   |
| 259108 | 2002 WQ14              | 28 de novembre de 2002 | Anderson Mesa        | LONEOS                   |
| 259109 | 2002 WP18              | 30 de novembre de 2002 | Socorro              | LINEAR                   |
| 259110 | 2002 WT18              | 25 de novembre de 2002 | Lulin                | Lulin                    |
| 259111 | 2002 WF19              | 24 de novembre de 2002 | Palomar              | S. F. Hoenig             |
| 259112 | 2002 XS3               | 2 de desembre de 2002  | Socorro              | LINEAR                   |
| 259113 | 2002 XT3               | 2 de desembre de 2002  | Socorro              | LINEAR                   |
| 259114 | 2002 XU6               | 1 de desembre de 2002  | Haleakala            | NEAT                     |
| 259115 | 2002 XT12              | 3 de desembre de 2002  | Palomar              | NEAT                     |
| 259116 | 2002 XN13              | 3 de desembre de 2002  | Palomar              | NEAT                     |
| 259117 | 2002 XT13              | 3 de desembre de 2002  | Palomar              | NEAT                     |
| 259118 | 2002 XB22              | 2 de desembre de 2002  | Haleakala            | NEAT                     |
| 259119 | 2002 XV24              | 5 de desembre de 2002  | Socorro              | LINEAR                   |
| 259120 | 2002 XM26              | 3 de desembre de 2002  | Palomar              | NEAT                     |
| 259121 | 2002 XN26              | 3 de desembre de 2002  | Palomar              | NEAT                     |
| 259122 | 2002 XH29              | 5 de desembre de 2002  | Kitt Peak            | Spacewatch               |
| 259123 | 2002 XH30              | 6 de desembre de 2002  | Socorro              | LINEAR                   |
| 259124 | 2002 XW31              | 6 de desembre de 2002  | Socorro              | LINEAR                   |
| 259125 | 2002 XC35              | 7 de desembre de 2002  | Kitt Peak            | Spacewatch               |
| 259126 | 2002 XF37              | 7 de desembre de 2002  | Socorro              | LINEAR                   |
| 259127 | 2002 XK43              | 12 de desembre de 2002 | Haleakala            | NEAT                     |
| 259128 | 2002 XH45              | 10 de desembre de 2002 | Socorro              | LINEAR                   |
| 259129 | 2002 XL46              | 7 de desembre de 2002  | Socorro              | LINEAR                   |
| 259130 | 2002 XN48              | 10 de desembre de 2002 | Socorro              | LINEAR                   |
| 259131 | 2002 XD49              | 10 de desembre de 2002 | Socorro              | LINEAR                   |
| 259132 | 2002 XT50              | 10 de desembre de 2002 | Palomar              | NEAT                     |
| 259133 | 2002 XR57              | 10 de desembre de 2002 | Palomar              | NEAT                     |
| 259134 | 2002 XK58              | 11 de desembre de 2002 | Socorro              | LINEAR                   |
| 259135 | 2002 XQ58              | 11 de desembre de 2002 | Socorro              | LINEAR                   |
| 259136 | 2002 XC68              | 11 de desembre de 2002 | Palomar              | NEAT                     |
| 259137 | 2002 XT68              | 11 de desembre de 2002 | Socorro              | LINEAR                   |
| 259138 | 2002 XF71              | 10 de desembre de 2002 | Socorro              | LINEAR                   |
| 259139 | 2002 XM71              | 10 de desembre de 2002 | Socorro              | LINEAR                   |
| 259140 | 2002 XP71              | 10 de desembre de 2002 | Palomar              | NEAT                     |
| 259141 | 2002 XQ76              | 11 de desembre de 2002 | Socorro              | LINEAR                   |
| 259142 | 2002 XB77              | 11 de desembre de 2002 | Socorro              | LINEAR                   |
| 259143 | 2002 XP79              | 11 de desembre de 2002 | Socorro              | LINEAR                   |
| 259144 | 2002 XW81              | 11 de desembre de 2002 | Socorro              | LINEAR                   |
| 259145 | 2002 XM82              | 12 de desembre de 2002 | Socorro              | LINEAR                   |
| 259146 | 2002 XF84              | 13 de desembre de 2002 | Socorro              | LINEAR                   |
| 259147 | 2002 XO84              | 14 de desembre de 2002 | Socorro              | LINEAR                   |
| 259148 | 2002 XP89              | 9 de desembre de 2002  | Bergisch Gladbac     | W. Bickel                |
| 259149 | 2002 XC90              | 14 de desembre de 2002 | Socorro              | LINEAR                   |
| 259150 | 2002 XE98              | 5 de desembre de 2002  | Socorro              | LINEAR                   |
| 259151 | 2002 XZ102             | 5 de desembre de 2002  | Socorro              | LINEAR                   |
| 259152 | 2002 XY103             | 5 de desembre de 2002  | Socorro              | LINEAR                   |
| 259153 | 2002 XJ108             | 6 de desembre de 2002  | Socorro              | LINEAR                   |
| 259154 | 2002 XJ109             | 6 de desembre de 2002  | Socorro              | LINEAR                   |
| 259155 | 2002 XF115             | 8 de desembre de 2002  | Bergisch Gladbac     | W. Bickel                |
| 259156 | 2002 XO115             | 7 de desembre de 2002  | Apache Point         | Sloan Digital Sky Survey |
| 259157 | 2002 XT115             | 7 de desembre de 2002  | Apache Point         | Sloan Digital Sky Survey |
| 259158 | 2002 XY115             | 14 de desembre de 2002 | Apache Point         | Sloan Digital Sky Survey |
| 259159 | 2002 XA116             | 5 de desembre de 2002  | Palomar              | NEAT                     |
| 259160 | 2002 XJ118             | 7 de desembre de 2002  | Palomar              | NEAT                     |
| 259161 | 2002 YV4               | 28 de desembre de 2002 | Socorro              | LINEAR                   |
| 259162 | 2002 YG6               | 28 de desembre de 2002 | Needville            | Needville                |
| 259163 | 2002 YP11              | 31 de desembre de 2002 | Socorro              | LINEAR                   |
| 259164 | 2002 YR15              | 31 de desembre de 2002 | Kitt Peak            | Spacewatch               |
| 259165 | 2002 YD21              | 31 de desembre de 2002 | Socorro              | LINEAR                   |
| 259166 | 2002 YH22              | 31 de desembre de 2002 | Socorro              | LINEAR                   |
| 259167 | 2002 YW28              | 31 de desembre de 2002 | Socorro              | LINEAR                   |
| 259168 | 2002 YS34              | 31 de desembre de 2002 | Socorro              | LINEAR                   |
| 259169 | 2002 YY35              | 31 de desembre de 2002 | Socorro              | LINEAR                   |
| 259170 | 2002 YQ36              | 31 de desembre de 2002 | Socorro              | LINEAR                   |
| 259171 | 2003 AB                | 1 de gener de 2003     | Tebbutt              | F. B. Zoltowski          |
| 259172 | 2003 AZ                | 1 de gener de 2003     | Socorro              | LINEAR                   |
| 259173 | 2003 AO1               | 1 de gener de 2003     | Socorro              | LINEAR                   |
| 259174 | 2003 AU2               | 2 de gener de 2003     | Socorro              | LINEAR                   |
| 259175 | 2003 AJ3               | 1 de gener de 2003     | Socorro              | LINEAR                   |
| 259176 | 2003 AS3               | 2 de gener de 2003     | Socorro              | LINEAR                   |
| 259177 | 2003 AO6               | 1 de gener de 2003     | Kitt Peak            | Spacewatch               |
| 259178 | 2003 AB8               | 3 de gener de 2003     | Socorro              | LINEAR                   |
| 259179 | 2003 AJ9               | 4 de gener de 2003     | Socorro              | LINEAR                   |
| 259180 | 2003 AP10              | 1 de gener de 2003     | Socorro              | LINEAR                   |
| 259181 | 2003 AO11              | 1 de gener de 2003     | Socorro              | LINEAR                   |
| 259182 | 2003 AO13              | 1 de gener de 2003     | Socorro              | LINEAR                   |
| 259183 | 2003 AK16              | 4 de gener de 2003     | Kitt Peak            | Spacewatch               |
| 259184 | 2003 AL17              | 5 de gener de 2003     | Socorro              | LINEAR                   |
| 259185 | 2003 AW22              | 5 de gener de 2003     | Socorro              | LINEAR                   |
| 259186 | 2003 AT26              | 4 de gener de 2003     | Socorro              | LINEAR                   |
| 259187 | 2003 AZ27              | 4 de gener de 2003     | Kitt Peak            | Spacewatch               |
| 259188 | 2003 AM29              | 4 de gener de 2003     | Socorro              | LINEAR                   |
| 259189 | 2003 AR29              | 4 de gener de 2003     | Socorro              | LINEAR                   |
| 259190 | 2003 AY30              | 4 de gener de 2003     | Kitt Peak            | Spacewatch               |
| 259191 | 2003 AT31              | 5 de gener de 2003     | Kitt Peak            | Spacewatch               |
| 259192 | 2003 AN34              | 7 de gener de 2003     | Socorro              | LINEAR                   |
| 259193 | 2003 AS35              | 7 de gener de 2003     | Socorro              | LINEAR                   |
| 259194 | 2003 AT37              | 7 de gener de 2003     | Socorro              | LINEAR                   |
| 259195 | 2003 AJ38              | 7 de gener de 2003     | Socorro              | LINEAR                   |
| 259196 | 2003 AL38              | 7 de gener de 2003     | Socorro              | LINEAR                   |
| 259197 | 2003 AA39              | 7 de gener de 2003     | Socorro              | LINEAR                   |
| 259198 | 2003 AJ40              | 7 de gener de 2003     | Socorro              | LINEAR                   |
| 259199 | 2003 AE46              | 5 de gener de 2003     | Socorro              | LINEAR                   |
| 259200 | 2003 AN47              | 5 de gener de 2003     | Socorro              | LINEAR                   |

## 259201-259300
| Nom    | Designació provisional | Data de descobriment | Lloc de descobriment | Descobridor/s  |
| ------ | ---------------------- | -------------------- | -------------------- | -------------- |
| 259201 | 2003 AN48              | 5 de gener de 2003   | Socorro              | LINEAR         |
| 259202 | 2003 AD50              | 5 de gener de 2003   | Socorro              | LINEAR         |
| 259203 | 2003 AJ50              | 5 de gener de 2003   | Socorro              | LINEAR         |
| 259204 | 2003 AL51              | 5 de gener de 2003   | Socorro              | LINEAR         |
| 259205 | 2003 AT51              | 5 de gener de 2003   | Socorro              | LINEAR         |
| 259206 | 2003 AV55              | 5 de gener de 2003   | Socorro              | LINEAR         |
| 259207 | 2003 AU61              | 7 de gener de 2003   | Socorro              | LINEAR         |
| 259208 | 2003 AP62              | 8 de gener de 2003   | Socorro              | LINEAR         |
| 259209 | 2003 AA77              | 10 de gener de 2003  | Socorro              | LINEAR         |
| 259210 | 2003 AG79              | 11 de gener de 2003  | Socorro              | LINEAR         |
| 259211 | 2003 AP80              | 11 de gener de 2003  | Socorro              | LINEAR         |
| 259212 | 2003 AZ80              | 13 de gener de 2003  | Desert Moon          | B. L. Stevens  |
| 259213 | 2003 BD                | 17 de gener de 2003  | Palomar              | NEAT           |
| 259214 | 2003 BQ                | 24 de gener de 2003  | Palomar              | NEAT           |
| 259215 | 2003 BL13              | 26 de gener de 2003  | Palomar              | NEAT           |
| 259216 | 2003 BO14              | 26 de gener de 2003  | Haleakala            | NEAT           |
| 259217 | 2003 BK16              | 26 de gener de 2003  | Haleakala            | NEAT           |
| 259218 | 2003 BK17              | 26 de gener de 2003  | Haleakala            | NEAT           |
| 259219 | 2003 BB18              | 27 de gener de 2003  | Socorro              | LINEAR         |
| 259220 | 2003 BA19              | 27 de gener de 2003  | Anderson Mesa        | LONEOS         |
| 259221 | 2003 BA21              | 27 de gener de 2003  | Socorro              | LINEAR         |
| 259222 | 2003 BY22              | 25 de gener de 2003  | Palomar              | NEAT           |
| 259223 | 2003 BQ23              | 25 de gener de 2003  | Palomar              | NEAT           |
| 259224 | 2003 BJ24              | 25 de gener de 2003  | Palomar              | NEAT           |
| 259225 | 2003 BK26              | 26 de gener de 2003  | Palomar              | NEAT           |
| 259226 | 2003 BB27              | 26 de gener de 2003  | Anderson Mesa        | LONEOS         |
| 259227 | 2003 BO27              | 26 de gener de 2003  | Anderson Mesa        | LONEOS         |
| 259228 | 2003 BP28              | 26 de gener de 2003  | Haleakala            | NEAT           |
| 259229 | 2003 BR29              | 27 de gener de 2003  | Socorro              | LINEAR         |
| 259230 | 2003 BS36              | 27 de gener de 2003  | Socorro              | LINEAR         |
| 259231 | 2003 BM38              | 27 de gener de 2003  | Anderson Mesa        | LONEOS         |
| 259232 | 2003 BM44              | 27 de gener de 2003  | Socorro              | LINEAR         |
| 259233 | 2003 BA45              | 27 de gener de 2003  | Palomar              | NEAT           |
| 259234 | 2003 BH51              | 27 de gener de 2003  | Socorro              | LINEAR         |
| 259235 | 2003 BR51              | 27 de gener de 2003  | Socorro              | LINEAR         |
| 259236 | 2003 BR52              | 27 de gener de 2003  | Socorro              | LINEAR         |
| 259237 | 2003 BU53              | 27 de gener de 2003  | Anderson Mesa        | LONEOS         |
| 259238 | 2003 BX53              | 27 de gener de 2003  | Socorro              | LINEAR         |
| 259239 | 2003 BT57              | 27 de gener de 2003  | Socorro              | LINEAR         |
| 259240 | 2003 BG63              | 28 de gener de 2003  | Socorro              | LINEAR         |
| 259241 | 2003 BG64              | 29 de gener de 2003  | Palomar              | NEAT           |
| 259242 | 2003 BE67              | 30 de gener de 2003  | Haleakala            | NEAT           |
| 259243 | 2003 BF67              | 30 de gener de 2003  | Haleakala            | NEAT           |
| 259244 | 2003 BJ67              | 30 de gener de 2003  | Haleakala            | NEAT           |
| 259245 | 2003 BX71              | 28 de gener de 2003  | Socorro              | LINEAR         |
| 259246 | 2003 BS74              | 29 de gener de 2003  | Palomar              | NEAT           |
| 259247 | 2003 BS76              | 29 de gener de 2003  | Palomar              | NEAT           |
| 259248 | 2003 BB78              | 30 de gener de 2003  | Haleakala            | NEAT           |
| 259249 | 2003 BD85              | 31 de gener de 2003  | Socorro              | LINEAR         |
| 259250 | 2003 BQ87              | 27 de gener de 2003  | Anderson Mesa        | LONEOS         |
| 259251 | 2003 BK93              | 29 de gener de 2003  | Palomar              | NEAT           |
| 259252 | 2003 BW93              | 16 de gener de 2003  | Palomar              | NEAT           |
| 259253 | 2003 CY                | 1 de febrer de 2003  | Socorro              | LINEAR         |
| 259254 | 2003 CD2               | 1 de febrer de 2003  | Anderson Mesa        | LONEOS         |
| 259255 | 2003 CF3               | 2 de febrer de 2003  | Haleakala            | NEAT           |
| 259256 | 2003 CD4               | 1 de febrer de 2003  | Socorro              | LINEAR         |
| 259257 | 2003 CN5               | 1 de febrer de 2003  | Socorro              | LINEAR         |
| 259258 | 2003 CG6               | 1 de febrer de 2003  | Socorro              | LINEAR         |
| 259259 | 2003 CU6               | 1 de febrer de 2003  | Socorro              | LINEAR         |
| 259260 | 2003 CS9               | 2 de febrer de 2003  | Socorro              | LINEAR         |
| 259261 | 2003 CZ9               | 2 de febrer de 2003  | Socorro              | LINEAR         |
| 259262 | 2003 CZ10              | 3 de febrer de 2003  | Haleakala            | NEAT           |
| 259263 | 2003 CC12              | 2 de febrer de 2003  | Palomar              | NEAT           |
| 259264 | 2003 CQ12              | 2 de febrer de 2003  | Palomar              | NEAT           |
| 259265 | 2003 CN13              | 4 de febrer de 2003  | Anderson Mesa        | LONEOS         |
| 259266 | 2003 CS13              | 4 de febrer de 2003  | Anderson Mesa        | LONEOS         |
| 259267 | 2003 CT15              | 6 de febrer de 2003  | Palomar              | NEAT           |
| 259268 | 2003 CL16              | 7 de febrer de 2003  | Desert Eagle         | W. K. Y. Yeung |
| 259269 | 2003 CE19              | 10 de febrer de 2003 | Socorro              | LINEAR         |
| 259270 | 2003 CF20              | 8 de febrer de 2003  | Socorro              | LINEAR         |
| 259271 | 2003 CC25              | 11 de febrer de 2003 | Socorro              | LINEAR         |
| 259272 | 2003 CE25              | 1 de febrer de 2003  | Palomar              | NEAT           |
| 259273 | 2003 DW2               | 22 de febrer de 2003 | Kitt Peak            | Spacewatch     |
| 259274 | 2003 DT4               | 22 de febrer de 2003 | Essen                | Essen          |
| 259275 | 2003 DK10              | 24 de febrer de 2003 | Haleakala            | NEAT           |
| 259276 | 2003 DN15              | 26 de febrer de 2003 | Haleakala            | NEAT           |
| 259277 | 2003 DX17              | 19 de febrer de 2003 | Palomar              | NEAT           |
| 259278 | 2003 DV19              | 22 de febrer de 2003 | Palomar              | NEAT           |
| 259279 | 2003 DQ24              | 23 de febrer de 2003 | Anderson Mesa        | LONEOS         |
| 259280 | 2003 DX24              | 21 de febrer de 2003 | Palomar              | NEAT           |
| 259281 | 2003 EL                | 2 de març de 2003    | Socorro              | LINEAR         |
| 259282 | 2003 EV2               | 5 de març de 2003    | Socorro              | LINEAR         |
| 259283 | 2003 EP5               | 5 de març de 2003    | Socorro              | LINEAR         |
| 259284 | 2003 ER6               | 6 de març de 2003    | Anderson Mesa        | LONEOS         |
| 259285 | 2003 EV18              | 6 de març de 2003    | Anderson Mesa        | LONEOS         |
| 259286 | 2003 EJ20              | 6 de març de 2003    | Anderson Mesa        | LONEOS         |
| 259287 | 2003 ED21              | 6 de març de 2003    | Anderson Mesa        | LONEOS         |
| 259288 | 2003 EW24              | 6 de març de 2003    | Socorro              | LINEAR         |
| 259289 | 2003 ED31              | 6 de març de 2003    | Palomar              | NEAT           |
| 259290 | 2003 EP31              | 7 de març de 2003    | Socorro              | LINEAR         |
| 259291 | 2003 ET35              | 7 de març de 2003    | Anderson Mesa        | LONEOS         |
| 259292 | 2003 EY37              | 8 de març de 2003    | Anderson Mesa        | LONEOS         |
| 259293 | 2003 EB38              | 8 de març de 2003    | Anderson Mesa        | LONEOS         |
| 259294 | 2003 EB39              | 8 de març de 2003    | Kitt Peak            | Spacewatch     |
| 259295 | 2003 EU39              | 8 de març de 2003    | Socorro              | LINEAR         |
| 259296 | 2003 EL41              | 9 de març de 2003    | Socorro              | LINEAR         |
| 259297 | 2003 EF45              | 7 de març de 2003    | Socorro              | LINEAR         |
| 259298 | 2003 ED49              | 10 de març de 2003   | Socorro              | LINEAR         |
| 259299 | 2003 EQ51              | 9 de març de 2003    | Socorro              | LINEAR         |
| 259300 | 2003 EE57              | 9 de març de 2003    | Anderson Mesa        | LONEOS         |

## 259301-259400
| Nom         | Designació provisional | Data de descobriment | Lloc de descobriment | Descobridor/s      |
| ----------- | ---------------------- | -------------------- | -------------------- | ------------------ |
| 259301      | 2003 ED58              | 9 de març de 2003    | Palomar              | NEAT               |
| 259302      | 2003 EH58              | 12 de març de 2003   | Socorro              | LINEAR             |
| 259303      | 2003 EM58              | 12 de març de 2003   | Palomar              | NEAT               |
| 259304      | 2003 EQ58              | 10 de març de 2003   | Anderson Mesa        | LONEOS             |
| 259305      | 2003 EG62              | 3 de març de 2003    | Socorro              | LINEAR             |
| 259306      | 2003 EA63              | 8 de març de 2003    | Kitt Peak            | Spacewatch         |
| 259307      | 2003 EF63              | 6 de març de 2003    | Anderson Mesa        | LONEOS             |
| 259308      | 2003 FY1               | 23 de març de 2003   | Klet                 | J. Ticha, M. Tichy |
| 259309      | 2003 FB2               | 23 de març de 2003   | Klet                 | J. Ticha, M. Tichy |
| 259310      | 2003 FG8               | 21 de març de 2003   | Bergisch Gladbac     | W. Bickel          |
| 259311      | 2003 FL20              | 23 de març de 2003   | Palomar              | NEAT               |
| 259312      | 2003 FH29              | 25 de març de 2003   | Palomar              | NEAT               |
| 259313      | 2003 FX30              | 31 de març de 2003   | Anderson Mesa        | LONEOS             |
| 259314      | 2003 FB36              | 23 de març de 2003   | Kitt Peak            | Spacewatch         |
| 259315      | 2003 FU37              | 23 de març de 2003   | Kitt Peak            | Spacewatch         |
| 259316      | 2003 FJ38              | 23 de març de 2003   | Kitt Peak            | Spacewatch         |
| 259317      | 2003 FA40              | 24 de març de 2003   | Kitt Peak            | Spacewatch         |
| 259318      | 2003 FW47              | 24 de març de 2003   | Kitt Peak            | Spacewatch         |
| 259319      | 2003 FL61              | 26 de març de 2003   | Palomar              | NEAT               |
| 259320      | 2003 FW62              | 26 de març de 2003   | Palomar              | NEAT               |
| 259321      | 2003 FM65              | 26 de març de 2003   | Palomar              | NEAT               |
| 259322      | 2003 FJ66              | 26 de març de 2003   | Palomar              | NEAT               |
| 259323      | 2003 FN68              | 26 de març de 2003   | Palomar              | NEAT               |
| 259324      | 2003 FV71              | 26 de març de 2003   | Haleakala            | NEAT               |
| 259325      | 2003 FB72              | 26 de març de 2003   | Haleakala            | NEAT               |
| 259326      | 2003 FY74              | 26 de març de 2003   | Palomar              | NEAT               |
| 259327      | 2003 FD91              | 29 de març de 2003   | Anderson Mesa        | LONEOS             |
| 259328      | 2003 FG94              | 29 de març de 2003   | Anderson Mesa        | LONEOS             |
| 259329      | 2003 FT94              | 29 de març de 2003   | Anderson Mesa        | LONEOS             |
| 259330      | 2003 FE95              | 30 de març de 2003   | Anderson Mesa        | LONEOS             |
| 259331      | 2003 FY97              | 30 de març de 2003   | Kitt Peak            | Spacewatch         |
| 259332      | 2003 FH108             | 30 de març de 2003   | Palomar              | NEAT               |
| 259333      | 2003 FC111             | 31 de març de 2003   | Socorro              | LINEAR             |
| 259334      | 2003 FD111             | 31 de març de 2003   | Socorro              | LINEAR             |
| 259335      | 2003 FV116             | 24 de març de 2003   | Kitt Peak            | Spacewatch         |
| 259336      | 2003 FU118             | 26 de març de 2003   | Anderson Mesa        | LONEOS             |
| 259337      | 2003 FK120             | 23 de març de 2003   | Kitt Peak            | Spacewatch         |
| 259338      | 2003 FY121             | 27 de març de 2003   | Palomar              | NEAT               |
| 259339      | 2003 FD130             | 24 de març de 2003   | Kitt Peak            | Spacewatch         |
| 259340      | 2003 FK130             | 31 de març de 2003   | Kitt Peak            | Spacewatch         |
| 259341      | 2003 FB132             | 31 de març de 2003   | Kitt Peak            | Spacewatch         |
| 259342      | 2003 FB133             | 24 de març de 2003   | Kitt Peak            | Spacewatch         |
| 259343      | 2003 FK133             | 27 de març de 2003   | Kitt Peak            | Spacewatch         |
| 259344 Paré | 2003 GQ                | 2 d'abril de 2003    | Saint-Sulpice        | B. Christophe      |
| 259345      | 2003 GJ14              | 1 d'abril de 2003    | Socorro              | LINEAR             |
| 259346      | 2003 GO22              | 4 d'abril de 2003    | Haleakala            | NEAT               |
| 259347      | 2003 GD24              | 5 d'abril de 2003    | Kitt Peak            | Spacewatch         |
| 259348      | 2003 GN24              | 7 d'abril de 2003    | Kitt Peak            | Spacewatch         |
| 259349      | 2003 GB26              | 4 d'abril de 2003    | Kitt Peak            | Spacewatch         |
| 259350      | 2003 GD27              | 6 d'abril de 2003    | Kitt Peak            | Spacewatch         |
| 259351      | 2003 GZ31              | 8 d'abril de 2003    | Socorro              | LINEAR             |
| 259352      | 2003 GG34              | 5 d'abril de 2003    | Anderson Mesa        | LONEOS             |
| 259353      | 2003 GT41              | 9 d'abril de 2003    | Kitt Peak            | Spacewatch         |
| 259354      | 2003 GQ44              | 9 d'abril de 2003    | Haleakala            | NEAT               |
| 259355      | 2003 GQ45              | 8 d'abril de 2003    | Palomar              | NEAT               |
| 259356      | 2003 GT45              | 8 d'abril de 2003    | Palomar              | NEAT               |
| 259357      | 2003 GH46              | 8 d'abril de 2003    | Palomar              | NEAT               |
| 259358      | 2003 GP50              | 6 d'abril de 2003    | Anderson Mesa        | LONEOS             |
| 259359      | 2003 GQ51              | 10 d'abril de 2003   | Socorro              | LINEAR             |
| 259360      | 2003 GA57              | 5 d'abril de 2003    | Kitt Peak            | Spacewatch         |
| 259361      | 2003 GJ57              | 11 d'abril de 2003   | Kitt Peak            | Spacewatch         |
| 259362      | 2003 HH2               | 25 d'abril de 2003   | Socorro              | LINEAR             |
| 259363      | 2003 HJ2               | 25 d'abril de 2003   | Socorro              | LINEAR             |
| 259364      | 2003 HU3               | 24 d'abril de 2003   | Anderson Mesa        | LONEOS             |
| 259365      | 2003 HE10              | 25 d'abril de 2003   | Kitt Peak            | Spacewatch         |
| 259366      | 2003 HL11              | 23 d'abril de 2003   | Campo Imperatore     | CINEOS             |
| 259367      | 2003 HP11              | 24 d'abril de 2003   | Anderson Mesa        | LONEOS             |
| 259368      | 2003 HZ11              | 25 d'abril de 2003   | Anderson Mesa        | LONEOS             |
| 259369      | 2003 HM13              | 24 d'abril de 2003   | Kitt Peak            | Spacewatch         |
| 259370      | 2003 HQ14              | 26 d'abril de 2003   | Haleakala            | NEAT               |
| 259371      | 2003 HK16              | 24 d'abril de 2003   | Socorro              | LINEAR             |
| 259372      | 2003 HR17              | 25 d'abril de 2003   | Kitt Peak            | Spacewatch         |
| 259373      | 2003 HA25              | 25 d'abril de 2003   | Kitt Peak            | Spacewatch         |
| 259374      | 2003 HQ26              | 27 d'abril de 2003   | Socorro              | LINEAR             |
| 259375      | 2003 HT26              | 27 d'abril de 2003   | Anderson Mesa        | LONEOS             |
| 259376      | 2003 HG27              | 27 d'abril de 2003   | Anderson Mesa        | LONEOS             |
| 259377      | 2003 HQ38              | 29 d'abril de 2003   | Haleakala            | NEAT               |
| 259378      | 2003 HF49              | 30 d'abril de 2003   | Haleakala            | NEAT               |
| 259379      | 2003 HS50              | 28 d'abril de 2003   | Socorro              | LINEAR             |
| 259380      | 2003 HE51              | 29 d'abril de 2003   | Kitt Peak            | Spacewatch         |
| 259381      | 2003 HL53              | 30 d'abril de 2003   | Goodricke-Pigott     | J. W. Kessel       |
| 259382      | 2003 HA55              | 25 d'abril de 2003   | Kitt Peak            | Spacewatch         |
| 259383      | 2003 JH8               | 2 de maig de 2003    | Socorro              | LINEAR             |
| 259384      | 2003 JX10              | 4 de maig de 2003    | Klet                 | J. Ticha, M. Tichy |
| 259385      | 2003 KC5               | 22 de maig de 2003   | Kitt Peak            | Spacewatch         |
| 259386      | 2003 KJ7               | 23 de maig de 2003   | Kitt Peak            | Spacewatch         |
| 259387      | 2003 KT13              | 25 de maig de 2003   | Sierra Nevada        | A. Sota            |
| 259388      | 2003 LL                | 1 de juny de 2003    | Kitt Peak            | Spacewatch         |
| 259389      | 2003 MX8               | 28 de juny de 2003   | Socorro              | LINEAR             |
| 259390      | 2003 NG7               | 7 de juliol de 2003  | Reedy Creek          | J. Broughton       |
| 259391      | 2003 OY1               | 22 de juliol de 2003 | Haleakala            | NEAT               |
| 259392      | 2003 OY6               | 23 de juliol de 2003 | Palomar              | NEAT               |
| 259393      | 2003 OA7               | 23 de juliol de 2003 | Palomar              | NEAT               |
| 259394      | 2003 OK11              | 20 de juliol de 2003 | Palomar              | NEAT               |
| 259395      | 2003 PD2               | 2 d'agost de 2003    | Haleakala            | NEAT               |
| 259396      | 2003 QH                | 18 d'agost de 2003   | Campo Imperatore     | CINEOS             |
| 259397      | 2003 QF2               | 20 d'agost de 2003   | Socorro              | LINEAR             |
| 259398      | 2003 QT2               | 19 d'agost de 2003   | Campo Imperatore     | CINEOS             |
| 259399      | 2003 QG5               | 20 d'agost de 2003   | Campo Imperatore     | CINEOS             |
| 259400      | 2003 QZ5               | 19 d'agost de 2003   | Campo Imperatore     | CINEOS             |

## 259401-259500
| Nom    | Designació provisional | Data de descobriment   | Lloc de descobriment | Descobridor/s      |
| ------ | ---------------------- | ---------------------- | -------------------- | ------------------ |
| 259401 | 2003 QZ8               | 20 d'agost de 2003     | Campo Imperatore     | CINEOS             |
| 259402 | 2003 QU22              | 20 d'agost de 2003     | Palomar              | NEAT               |
| 259403 | 2003 QL24              | 21 d'agost de 2003     | Campo Imperatore     | CINEOS             |
| 259404 | 2003 QG26              | 22 d'agost de 2003     | Haleakala            | NEAT               |
| 259405 | 2003 QQ46              | 24 d'agost de 2003     | Crni Vrh             | Crni Vrh           |
| 259406 | 2003 QE50              | 22 d'agost de 2003     | Palomar              | NEAT               |
| 259407 | 2003 QJ51              | 22 d'agost de 2003     | Palomar              | NEAT               |
| 259408 | 2003 QG54              | 23 d'agost de 2003     | Socorro              | LINEAR             |
| 259409 | 2003 QF65              | 23 d'agost de 2003     | Palomar              | NEAT               |
| 259410 | 2003 QJ65              | 23 d'agost de 2003     | Palomar              | NEAT               |
| 259411 | 2003 QE70              | 23 d'agost de 2003     | Palomar              | NEAT               |
| 259412 | 2003 QB72              | 26 d'agost de 2003     | Socorro              | LINEAR             |
| 259413 | 2003 QX72              | 24 d'agost de 2003     | Socorro              | LINEAR             |
| 259414 | 2003 QW73              | 26 d'agost de 2003     | Crni Vrh             | H. Mikuz           |
| 259415 | 2003 QB76              | 24 d'agost de 2003     | Socorro              | LINEAR             |
| 259416 | 2003 QK77              | 24 d'agost de 2003     | Socorro              | LINEAR             |
| 259417 | 2003 QV86              | 25 d'agost de 2003     | Socorro              | LINEAR             |
| 259418 | 2003 QX101             | 29 d'agost de 2003     | Haleakala            | NEAT               |
| 259419 | 2003 QN102             | 31 d'agost de 2003     | Kitt Peak            | Spacewatch         |
| 259420 | 2003 QJ105             | 31 d'agost de 2003     | Haleakala            | NEAT               |
| 259421 | 2003 QU105             | 30 d'agost de 2003     | Kitt Peak            | Spacewatch         |
| 259422 | 2003 RE3               | 1 de setembre de 2003  | Socorro              | LINEAR             |
| 259423 | 2003 RD7               | 4 de setembre de 2003  | Socorro              | LINEAR             |
| 259424 | 2003 RP17              | 14 de setembre de 2003 | Palomar              | NEAT               |
| 259425 | 2003 RZ20              | 15 de setembre de 2003 | Anderson Mesa        | LONEOS             |
| 259426 | 2003 SK                | 16 de setembre de 2003 | Palomar              | NEAT               |
| 259427 | 2003 SN                | 16 de setembre de 2003 | Kitt Peak            | Spacewatch         |
| 259428 | 2003 SP4               | 16 de setembre de 2003 | Palomar              | NEAT               |
| 259429 | 2003 SA5               | 16 de setembre de 2003 | Kitt Peak            | Spacewatch         |
| 259430 | 2003 SN6               | 17 de setembre de 2003 | Palomar              | NEAT               |
| 259431 | 2003 SW10              | 17 de setembre de 2003 | Kitt Peak            | Spacewatch         |
| 259432 | 2003 SA11              | 17 de setembre de 2003 | Kitt Peak            | Spacewatch         |
| 259433 | 2003 SE17              | 18 de setembre de 2003 | Campo Imperatore     | CINEOS             |
| 259434 | 2003 ST22              | 16 de setembre de 2003 | Kitt Peak            | Spacewatch         |
| 259435 | 2003 SQ23              | 17 de setembre de 2003 | Kitt Peak            | Spacewatch         |
| 259436 | 2003 SO28              | 18 de setembre de 2003 | Palomar              | NEAT               |
| 259437 | 2003 SY28              | 18 de setembre de 2003 | Palomar              | NEAT               |
| 259438 | 2003 SJ30              | 18 de setembre de 2003 | Palomar              | NEAT               |
| 259439 | 2003 SM30              | 18 de setembre de 2003 | Kitt Peak            | Spacewatch         |
| 259440 | 2003 SM33              | 16 de setembre de 2003 | Anderson Mesa        | LONEOS             |
| 259441 | 2003 SH37              | 16 de setembre de 2003 | Palomar              | NEAT               |
| 259442 | 2003 SL39              | 16 de setembre de 2003 | Palomar              | NEAT               |
| 259443 | 2003 SZ41              | 17 de setembre de 2003 | Palomar              | NEAT               |
| 259444 | 2003 SH43              | 16 de setembre de 2003 | Anderson Mesa        | LONEOS             |
| 259445 | 2003 SS49              | 18 de setembre de 2003 | Palomar              | NEAT               |
| 259446 | 2003 SD51              | 18 de setembre de 2003 | Palomar              | NEAT               |
| 259447 | 2003 SU51              | 18 de setembre de 2003 | Palomar              | NEAT               |
| 259448 | 2003 SQ54              | 16 de setembre de 2003 | Anderson Mesa        | LONEOS             |
| 259449 | 2003 SF58              | 17 de setembre de 2003 | Anderson Mesa        | LONEOS             |
| 259450 | 2003 SK68              | 17 de setembre de 2003 | Kitt Peak            | Spacewatch         |
| 259451 | 2003 SP68              | 17 de setembre de 2003 | Kitt Peak            | Spacewatch         |
| 259452 | 2003 SQ70              | 17 de setembre de 2003 | Haleakala            | NEAT               |
| 259453 | 2003 SD73              | 18 de setembre de 2003 | Kitt Peak            | Spacewatch         |
| 259454 | 2003 ST77              | 19 de setembre de 2003 | Kitt Peak            | Spacewatch         |
| 259455 | 2003 SU82              | 18 de setembre de 2003 | Kitt Peak            | Spacewatch         |
| 259456 | 2003 SH88              | 18 de setembre de 2003 | Campo Imperatore     | CINEOS             |
| 259457 | 2003 SY88              | 18 de setembre de 2003 | Anderson Mesa        | LONEOS             |
| 259458 | 2003 SJ90              | 18 de setembre de 2003 | Socorro              | LINEAR             |
| 259459 | 2003 SY95              | 19 de setembre de 2003 | Palomar              | NEAT               |
| 259460 | 2003 SZ100             | 20 de setembre de 2003 | Socorro              | LINEAR             |
| 259461 | 2003 SN101             | 20 de setembre de 2003 | Palomar              | NEAT               |
| 259462 | 2003 SB104             | 20 de setembre de 2003 | Socorro              | LINEAR             |
| 259463 | 2003 SS107             | 20 de setembre de 2003 | Palomar              | NEAT               |
| 259464 | 2003 SN117             | 16 de setembre de 2003 | Kitt Peak            | Spacewatch         |
| 259465 | 2003 SM123             | 18 de setembre de 2003 | Palomar              | NEAT               |
| 259466 | 2003 SP123             | 18 de setembre de 2003 | Palomar              | NEAT               |
| 259467 | 2003 SD142             | 20 de setembre de 2003 | Socorro              | LINEAR             |
| 259468 | 2003 SW143             | 21 de setembre de 2003 | Socorro              | LINEAR             |
| 259469 | 2003 SQ145             | 20 de setembre de 2003 | Socorro              | LINEAR             |
| 259470 | 2003 SD151             | 17 de setembre de 2003 | Socorro              | LINEAR             |
| 259471 | 2003 SD154             | 19 de setembre de 2003 | Anderson Mesa        | LONEOS             |
| 259472 | 2003 SA168             | 23 de setembre de 2003 | Haleakala            | NEAT               |
| 259473 | 2003 SS169             | 23 de setembre de 2003 | Haleakala            | NEAT               |
| 259474 | 2003 SX169             | 23 de setembre de 2003 | Haleakala            | NEAT               |
| 259475 | 2003 SR173             | 18 de setembre de 2003 | Palomar              | NEAT               |
| 259476 | 2003 SW179             | 19 de setembre de 2003 | Socorro              | LINEAR             |
| 259477 | 2003 SM184             | 21 de setembre de 2003 | Kitt Peak            | Spacewatch         |
| 259478 | 2003 SU186             | 22 de setembre de 2003 | Anderson Mesa        | LONEOS             |
| 259479 | 2003 SZ198             | 21 de setembre de 2003 | Anderson Mesa        | LONEOS             |
| 259480 | 2003 SN200             | 25 de setembre de 2003 | Crni Vrh             | H. Mikuz           |
| 259481 | 2003 SY200             | 25 de setembre de 2003 | Klet                 | J. Ticha, M. Tichy |
| 259482 | 2003 SU202             | 22 de setembre de 2003 | Anderson Mesa        | LONEOS             |
| 259483 | 2003 SZ210             | 23 de setembre de 2003 | Palomar              | NEAT               |
| 259484 | 2003 SF212             | 25 de setembre de 2003 | Palomar              | NEAT               |
| 259485 | 2003 SS215             | 24 de setembre de 2003 | Palomar              | NEAT               |
| 259486 | 2003 SH220             | 27 de setembre de 2003 | Desert Eagle         | W. K. Y. Yeung     |
| 259487 | 2003 SZ221             | 26 de setembre de 2003 | Socorro              | LINEAR             |
| 259488 | 2003 SK224             | 25 de setembre de 2003 | Bergisch Gladbac     | W. Bickel          |
| 259489 | 2003 ST227             | 27 de setembre de 2003 | Socorro              | LINEAR             |
| 259490 | 2003 SW228             | 26 de setembre de 2003 | Socorro              | LINEAR             |
| 259491 | 2003 SD229             | 27 de setembre de 2003 | Kitt Peak            | Spacewatch         |
| 259492 | 2003 SE230             | 24 de setembre de 2003 | Palomar              | NEAT               |
| 259493 | 2003 SE233             | 25 de setembre de 2003 | Palomar              | NEAT               |
| 259494 | 2003 SQ237             | 26 de setembre de 2003 | Socorro              | LINEAR             |
| 259495 | 2003 SJ247             | 26 de setembre de 2003 | Socorro              | LINEAR             |
| 259496 | 2003 ST250             | 26 de setembre de 2003 | Socorro              | LINEAR             |
| 259497 | 2003 SV252             | 27 de setembre de 2003 | Socorro              | LINEAR             |
| 259498 | 2003 SB257             | 28 de setembre de 2003 | Kitt Peak            | Spacewatch         |
| 259499 | 2003 SR258             | 28 de setembre de 2003 | Kitt Peak            | Spacewatch         |
| 259500 | 2003 SS262             | 28 de setembre de 2003 | Socorro              | LINEAR             |

## 259501-259600
| Nom    | Designació provisional | Data de descobriment   | Lloc de descobriment | Descobridor/s            |
| ------ | ---------------------- | ---------------------- | -------------------- | ------------------------ |
| 259501 | 2003 SP277             | 30 de setembre de 2003 | Socorro              | LINEAR                   |
| 259502 | 2003 SL284             | 20 de setembre de 2003 | Socorro              | LINEAR                   |
| 259503 | 2003 SG286             | 21 de setembre de 2003 | Palomar              | NEAT                     |
| 259504 | 2003 SD290             | 28 de setembre de 2003 | Anderson Mesa        | LONEOS                   |
| 259505 | 2003 SB300             | 17 de setembre de 2003 | Palomar              | NEAT                     |
| 259506 | 2003 SC301             | 17 de setembre de 2003 | Palomar              | NEAT                     |
| 259507 | 2003 SL308             | 29 de setembre de 2003 | Anderson Mesa        | LONEOS                   |
| 259508 | 2003 SF324             | 17 de setembre de 2003 | Kitt Peak            | Spacewatch               |
| 259509 | 2003 SL331             | 26 de setembre de 2003 | Apache Point         | Sloan Digital Sky Survey |
| 259510 | 2003 SB332             | 27 de setembre de 2003 | Apache Point         | Sloan Digital Sky Survey |
| 259511 | 2003 SU333             | 26 de setembre de 2003 | Apache Point         | Sloan Digital Sky Survey |
| 259512 | 2003 SD336             | 26 de setembre de 2003 | Apache Point         | Sloan Digital Sky Survey |
| 259513 | 2003 SC339             | 26 de setembre de 2003 | Apache Point         | Sloan Digital Sky Survey |
| 259514 | 2003 SK401             | 26 de setembre de 2003 | Apache Point         | Sloan Digital Sky Survey |
| 259515 | 2003 SM404             | 27 de setembre de 2003 | Apache Point         | Sloan Digital Sky Survey |
| 259516 | 2003 SL431             | 26 de setembre de 2003 | Apache Point         | Sloan Digital Sky Survey |
| 259517 | 2003 TM13              | 14 d'octubre de 2003   | Anderson Mesa        | LONEOS                   |
| 259518 | 2003 TV14              | 14 d'octubre de 2003   | Anderson Mesa        | LONEOS                   |
| 259519 | 2003 TA17              | 14 d'octubre de 2003   | Anderson Mesa        | LONEOS                   |
| 259520 | 2003 TN28              | 1 d'octubre de 2003    | Kitt Peak            | Spacewatch               |
| 259521 | 2003 TV43              | 2 d'octubre de 2003    | Kitt Peak            | Spacewatch               |
| 259522 | 2003 TM49              | 3 d'octubre de 2003    | Kitt Peak            | Spacewatch               |
| 259523 | 2003 UA24              | 23 d'octubre de 2003   | Junk Bond            | Junk Bond                |
| 259524 | 2003 UQ29              | 21 d'octubre de 2003   | Fountain Hills       | Fountain Hills           |
| 259525 | 2003 UH35              | 16 d'octubre de 2003   | Kitt Peak            | Spacewatch               |
| 259526 | 2003 UL40              | 16 d'octubre de 2003   | Kitt Peak            | Spacewatch               |
| 259527 | 2003 UH41              | 16 d'octubre de 2003   | Haleakala            | NEAT                     |
| 259528 | 2003 UV42              | 17 d'octubre de 2003   | Kitt Peak            | Spacewatch               |
| 259529 | 2003 US47              | 25 d'octubre de 2003   | Kitt Peak            | Spacewatch               |
| 259530 | 2003 UF51              | 18 d'octubre de 2003   | Palomar              | NEAT                     |
| 259531 | 2003 UL53              | 18 d'octubre de 2003   | Palomar              | NEAT                     |
| 259532 | 2003 UK61              | 16 d'octubre de 2003   | Anderson Mesa        | LONEOS                   |
| 259533 | 2003 UY61              | 16 d'octubre de 2003   | Anderson Mesa        | LONEOS                   |
| 259534 | 2003 UL62              | 16 d'octubre de 2003   | Anderson Mesa        | LONEOS                   |
| 259535 | 2003 UW62              | 16 d'octubre de 2003   | Palomar              | NEAT                     |
| 259536 | 2003 UV63              | 16 d'octubre de 2003   | Anderson Mesa        | LONEOS                   |
| 259537 | 2003 UT74              | 17 d'octubre de 2003   | Kitt Peak            | Spacewatch               |
| 259538 | 2003 UV78              | 18 d'octubre de 2003   | Kitt Peak            | Spacewatch               |
| 259539 | 2003 UL79              | 19 d'octubre de 2003   | Anderson Mesa        | LONEOS                   |
| 259540 | 2003 UR79              | 19 d'octubre de 2003   | Kitt Peak            | Spacewatch               |
| 259541 | 2003 UW83              | 18 d'octubre de 2003   | Palomar              | NEAT                     |
| 259542 | 2003 UW86              | 18 d'octubre de 2003   | Palomar              | NEAT                     |
| 259543 | 2003 US95              | 18 d'octubre de 2003   | Kitt Peak            | Spacewatch               |
| 259544 | 2003 UN98              | 19 d'octubre de 2003   | Anderson Mesa        | LONEOS                   |
| 259545 | 2003 UQ98              | 19 d'octubre de 2003   | Anderson Mesa        | LONEOS                   |
| 259546 | 2003 UX101             | 20 d'octubre de 2003   | Socorro              | LINEAR                   |
| 259547 | 2003 UW109             | 19 d'octubre de 2003   | Kitt Peak            | Spacewatch               |
| 259548 | 2003 UZ121             | 19 d'octubre de 2003   | Socorro              | LINEAR                   |
| 259549 | 2003 UL125             | 20 d'octubre de 2003   | Socorro              | LINEAR                   |
| 259550 | 2003 UZ127             | 21 d'octubre de 2003   | Kitt Peak            | Spacewatch               |
| 259551 | 2003 UF135             | 21 d'octubre de 2003   | Anderson Mesa        | LONEOS                   |
| 259552 | 2003 UR139             | 16 d'octubre de 2003   | Anderson Mesa        | LONEOS                   |
| 259553 | 2003 UO144             | 18 d'octubre de 2003   | Anderson Mesa        | LONEOS                   |
| 259554 | 2003 UE145             | 18 d'octubre de 2003   | Anderson Mesa        | LONEOS                   |
| 259555 | 2003 UL147             | 18 d'octubre de 2003   | Anderson Mesa        | LONEOS                   |
| 259556 | 2003 UN148             | 19 d'octubre de 2003   | Anderson Mesa        | LONEOS                   |
| 259557 | 2003 UF153             | 21 d'octubre de 2003   | Palomar              | NEAT                     |
| 259558 | 2003 UV155             | 20 d'octubre de 2003   | Kitt Peak            | Spacewatch               |
| 259559 | 2003 UD158             | 20 d'octubre de 2003   | Kitt Peak            | Spacewatch               |
| 259560 | 2003 UH158             | 20 d'octubre de 2003   | Palomar              | NEAT                     |
| 259561 | 2003 UG162             | 21 d'octubre de 2003   | Socorro              | LINEAR                   |
| 259562 | 2003 UZ162             | 21 d'octubre de 2003   | Socorro              | LINEAR                   |
| 259563 | 2003 UD165             | 21 d'octubre de 2003   | Palomar              | NEAT                     |
| 259564 | 2003 UX165             | 21 d'octubre de 2003   | Kitt Peak            | Spacewatch               |
| 259565 | 2003 UF167             | 22 d'octubre de 2003   | Socorro              | LINEAR                   |
| 259566 | 2003 UO170             | 22 d'octubre de 2003   | Kitt Peak            | Spacewatch               |
| 259567 | 2003 UJ173             | 20 d'octubre de 2003   | Palomar              | NEAT                     |
| 259568 | 2003 UH177             | 21 d'octubre de 2003   | Palomar              | NEAT                     |
| 259569 | 2003 UC180             | 21 d'octubre de 2003   | Socorro              | LINEAR                   |
| 259570 | 2003 UC181             | 21 d'octubre de 2003   | Socorro              | LINEAR                   |
| 259571 | 2003 UW184             | 21 d'octubre de 2003   | Kitt Peak            | Spacewatch               |
| 259572 | 2003 UA185             | 21 d'octubre de 2003   | Palomar              | NEAT                     |
| 259573 | 2003 UA186             | 22 d'octubre de 2003   | Socorro              | LINEAR                   |
| 259574 | 2003 UT186             | 22 d'octubre de 2003   | Kitt Peak            | Spacewatch               |
| 259575 | 2003 UF187             | 22 d'octubre de 2003   | Palomar              | NEAT                     |
| 259576 | 2003 UQ188             | 22 d'octubre de 2003   | Kitt Peak            | Spacewatch               |
| 259577 | 2003 UK193             | 20 d'octubre de 2003   | Kitt Peak            | Spacewatch               |
| 259578 | 2003 UO197             | 21 d'octubre de 2003   | Anderson Mesa        | LONEOS                   |
| 259579 | 2003 UH202             | 21 d'octubre de 2003   | Socorro              | LINEAR                   |
| 259580 | 2003 UQ208             | 22 d'octubre de 2003   | Kitt Peak            | Spacewatch               |
| 259581 | 2003 UF211             | 23 d'octubre de 2003   | Kitt Peak            | Spacewatch               |
| 259582 | 2003 UH214             | 24 d'octubre de 2003   | Socorro              | LINEAR                   |
| 259583 | 2003 UT217             | 21 d'octubre de 2003   | Socorro              | LINEAR                   |
| 259584 | 2003 UH218             | 21 d'octubre de 2003   | Socorro              | LINEAR                   |
| 259585 | 2003 UG220             | 21 d'octubre de 2003   | Kitt Peak            | Spacewatch               |
| 259586 | 2003 UM220             | 21 d'octubre de 2003   | Kitt Peak            | Spacewatch               |
| 259587 | 2003 UX229             | 23 d'octubre de 2003   | Anderson Mesa        | LONEOS                   |
| 259588 | 2003 UF232             | 24 d'octubre de 2003   | Kitt Peak            | Spacewatch               |
| 259589 | 2003 UV235             | 22 d'octubre de 2003   | Kitt Peak            | Spacewatch               |
| 259590 | 2003 UA238             | 23 d'octubre de 2003   | Haleakala            | NEAT                     |
| 259591 | 2003 UV244             | 24 d'octubre de 2003   | Kitt Peak            | Spacewatch               |
| 259592 | 2003 UX244             | 24 d'octubre de 2003   | Kitt Peak            | Spacewatch               |
| 259593 | 2003 UZ244             | 24 d'octubre de 2003   | Kitt Peak            | Spacewatch               |
| 259594 | 2003 UM248             | 25 d'octubre de 2003   | Kitt Peak            | Spacewatch               |
| 259595 | 2003 UX250             | 25 d'octubre de 2003   | Socorro              | LINEAR                   |
| 259596 | 2003 UZ259             | 25 d'octubre de 2003   | Kitt Peak            | Spacewatch               |
| 259597 | 2003 UQ268             | 28 d'octubre de 2003   | Socorro              | LINEAR                   |
| 259598 | 2003 UE270             | 23 d'octubre de 2003   | Bergisch Gladbac     | W. Bickel                |
| 259599 | 2003 UO272             | 29 d'octubre de 2003   | Socorro              | LINEAR                   |
| 259600 | 2003 UU272             | 29 d'octubre de 2003   | Socorro              | LINEAR                   |

## 259601-259700
| Nom    | Designació provisional | Data de descobriment   | Lloc de descobriment | Descobridor/s            |
| ------ | ---------------------- | ---------------------- | -------------------- | ------------------------ |
| 259601 | 2003 UF274             | 30 d'octubre de 2003   | Socorro              | LINEAR                   |
| 259602 | 2003 UO274             | 30 d'octubre de 2003   | Socorro              | LINEAR                   |
| 259603 | 2003 UZ276             | 30 d'octubre de 2003   | Socorro              | LINEAR                   |
| 259604 | 2003 UW279             | 27 d'octubre de 2003   | Kitt Peak            | Spacewatch               |
| 259605 | 2003 UK280             | 27 d'octubre de 2003   | Socorro              | LINEAR                   |
| 259606 | 2003 UW282             | 29 d'octubre de 2003   | Anderson Mesa        | LONEOS                   |
| 259607 | 2003 UB283             | 29 d'octubre de 2003   | Anderson Mesa        | LONEOS                   |
| 259608 | 2003 UW289             | 23 d'octubre de 2003   | Kitt Peak            | M. W. Buie               |
| 259609 | 2003 UN291             | 24 d'octubre de 2003   | Kitt Peak            | M. W. Buie               |
| 259610 | 2003 US296             | 16 d'octubre de 2003   | Kitt Peak            | Spacewatch               |
| 259611 | 2003 UU331             | 18 d'octubre de 2003   | Apache Point         | Sloan Digital Sky Survey |
| 259612 | 2003 US367             | 21 d'octubre de 2003   | Kitt Peak            | Spacewatch               |
| 259613 | 2003 UR375             | 22 d'octubre de 2003   | Apache Point         | Sloan Digital Sky Survey |
| 259614 | 2003 UO380             | 22 d'octubre de 2003   | Apache Point         | Sloan Digital Sky Survey |
| 259615 | 2003 VZ2               | 14 de novembre de 2003 | Wrightwood           | J. W. Young              |
| 259616 | 2003 VC6               | 14 de novembre de 2003 | Palomar              | NEAT                     |
| 259617 | 2003 VL6               | 15 de novembre de 2003 | Palomar              | NEAT                     |
| 259618 | 2003 VA8               | 15 de novembre de 2003 | Junk Bond            | D. Healy                 |
| 259619 | 2003 VM11              | 15 de novembre de 2003 | Palomar              | NEAT                     |
| 259620 | 2003 WX                | 16 de novembre de 2003 | Catalina             | CSS                      |
| 259621 | 2003 WY                | 16 de novembre de 2003 | Catalina             | CSS                      |
| 259622 | 2003 WU2               | 16 de novembre de 2003 | Catalina             | CSS                      |
| 259623 | 2003 WP16              | 18 de novembre de 2003 | Palomar              | NEAT                     |
| 259624 | 2003 WN20              | 19 de novembre de 2003 | Socorro              | LINEAR                   |
| 259625 | 2003 WS25              | 20 de novembre de 2003 | Kitt Peak            | Spacewatch               |
| 259626 | 2003 WB29              | 18 de novembre de 2003 | Palomar              | NEAT                     |
| 259627 | 2003 WU31              | 18 de novembre de 2003 | Palomar              | NEAT                     |
| 259628 | 2003 WM32              | 18 de novembre de 2003 | Kitt Peak            | Spacewatch               |
| 259629 | 2003 WK33              | 18 de novembre de 2003 | Kitt Peak            | Spacewatch               |
| 259630 | 2003 WB34              | 19 de novembre de 2003 | Kitt Peak            | Spacewatch               |
| 259631 | 2003 WF34              | 19 de novembre de 2003 | Kitt Peak            | Spacewatch               |
| 259632 | 2003 WZ34              | 19 de novembre de 2003 | Kitt Peak            | Spacewatch               |
| 259633 | 2003 WB35              | 19 de novembre de 2003 | Kitt Peak            | Spacewatch               |
| 259634 | 2003 WF36              | 19 de novembre de 2003 | Kitt Peak            | Spacewatch               |
| 259635 | 2003 WY38              | 19 de novembre de 2003 | Kitt Peak            | Spacewatch               |
| 259636 | 2003 WV40              | 19 de novembre de 2003 | Kitt Peak            | Spacewatch               |
| 259637 | 2003 WY41              | 20 de novembre de 2003 | Socorro              | LINEAR                   |
| 259638 | 2003 WA42              | 20 de novembre de 2003 | Needville            | Needville                |
| 259639 | 2003 WF45              | 19 de novembre de 2003 | Palomar              | NEAT                     |
| 259640 | 2003 WQ48              | 19 de novembre de 2003 | Kitt Peak            | Spacewatch               |
| 259641 | 2003 WG60              | 18 de novembre de 2003 | Palomar              | NEAT                     |
| 259642 | 2003 WS64              | 19 de novembre de 2003 | Kitt Peak            | Spacewatch               |
| 259643 | 2003 WB74              | 20 de novembre de 2003 | Socorro              | LINEAR                   |
| 259644 | 2003 WH79              | 20 de novembre de 2003 | Socorro              | LINEAR                   |
| 259645 | 2003 WJ81              | 20 de novembre de 2003 | Socorro              | LINEAR                   |
| 259646 | 2003 WB82              | 19 de novembre de 2003 | Socorro              | LINEAR                   |
| 259647 | 2003 WX82              | 20 de novembre de 2003 | Palomar              | NEAT                     |
| 259648 | 2003 WR89              | 16 de novembre de 2003 | Kitt Peak            | Spacewatch               |
| 259649 | 2003 WU92              | 19 de novembre de 2003 | Anderson Mesa        | LONEOS                   |
| 259650 | 2003 WH103             | 21 de novembre de 2003 | Socorro              | LINEAR                   |
| 259651 | 2003 WY103             | 21 de novembre de 2003 | Socorro              | LINEAR                   |
| 259652 | 2003 WL106             | 21 de novembre de 2003 | Socorro              | LINEAR                   |
| 259653 | 2003 WS114             | 20 de novembre de 2003 | Socorro              | LINEAR                   |
| 259654 | 2003 WC116             | 20 de novembre de 2003 | Socorro              | LINEAR                   |
| 259655 | 2003 WX116             | 20 de novembre de 2003 | Socorro              | LINEAR                   |
| 259656 | 2003 WH117             | 20 de novembre de 2003 | Socorro              | LINEAR                   |
| 259657 | 2003 WY117             | 20 de novembre de 2003 | Socorro              | LINEAR                   |
| 259658 | 2003 WG118             | 20 de novembre de 2003 | Socorro              | LINEAR                   |
| 259659 | 2003 WU124             | 20 de novembre de 2003 | Socorro              | LINEAR                   |
| 259660 | 2003 WS129             | 21 de novembre de 2003 | Palomar              | NEAT                     |
| 259661 | 2003 WO131             | 21 de novembre de 2003 | Palomar              | NEAT                     |
| 259662 | 2003 WG134             | 21 de novembre de 2003 | Socorro              | LINEAR                   |
| 259663 | 2003 WE136             | 21 de novembre de 2003 | Socorro              | LINEAR                   |
| 259664 | 2003 WH138             | 21 de novembre de 2003 | Socorro              | LINEAR                   |
| 259665 | 2003 WW138             | 21 de novembre de 2003 | Socorro              | LINEAR                   |
| 259666 | 2003 WU143             | 20 de novembre de 2003 | Socorro              | LINEAR                   |
| 259667 | 2003 WZ145             | 21 de novembre de 2003 | Socorro              | LINEAR                   |
| 259668 | 2003 WM147             | 23 de novembre de 2003 | Kitt Peak            | Spacewatch               |
| 259669 | 2003 WZ162             | 30 de novembre de 2003 | Kitt Peak            | Spacewatch               |
| 259670 | 2003 WM164             | 30 de novembre de 2003 | Kitt Peak            | Spacewatch               |
| 259671 | 2003 WW164             | 30 de novembre de 2003 | Kitt Peak            | Spacewatch               |
| 259672 | 2003 WL165             | 1 d'octubre de 1999    | Kitt Peak            | Spacewatch               |
| 259673 | 2003 WR170             | 21 de novembre de 2003 | Catalina             | CSS                      |
| 259674 | 2003 WG182             | 22 de novembre de 2003 | Kitt Peak            | M. W. Buie               |
| 259675 | 2003 XF2               | 1 de desembre de 2003  | Socorro              | LINEAR                   |
| 259676 | 2003 XK3               | 1 de desembre de 2003  | Socorro              | LINEAR                   |
| 259677 | 2003 XC8               | 4 de desembre de 2003  | Socorro              | LINEAR                   |
| 259678 | 2003 XF8               | 4 de desembre de 2003  | Socorro              | LINEAR                   |
| 259679 | 2003 XO10              | 1 de desembre de 2003  | Socorro              | LINEAR                   |
| 259680 | 2003 XC11              | 13 de desembre de 2003 | Wrightwood           | J. W. Young              |
| 259681 | 2003 XG13              | 14 de desembre de 2003 | Kitt Peak            | Spacewatch               |
| 259682 | 2003 XV13              | 14 de desembre de 2003 | Palomar              | NEAT                     |
| 259683 | 2003 XE15              | 15 de desembre de 2003 | Junk Bond            | Junk Bond                |
| 259684 | 2003 XU16              | 14 de desembre de 2003 | Kitt Peak            | Spacewatch               |
| 259685 | 2003 XS18              | 15 de desembre de 2003 | Palomar              | NEAT                     |
| 259686 | 2003 XY18              | 14 de desembre de 2003 | Kitt Peak            | Spacewatch               |
| 259687 | 2003 XA20              | 14 de desembre de 2003 | Kitt Peak            | Spacewatch               |
| 259688 | 2003 XN21              | 14 de desembre de 2003 | Kitt Peak            | Spacewatch               |
| 259689 | 2003 XW36              | 3 de desembre de 2003  | Socorro              | LINEAR                   |
| 259690 | 2003 XS38              | 4 de desembre de 2003  | Socorro              | LINEAR                   |
| 259691 | 2003 YV2               | 18 de desembre de 2003 | Socorro              | LINEAR                   |
| 259692 | 2003 YG9               | 16 de desembre de 2003 | Kitt Peak            | Spacewatch               |
| 259693 | 2003 YG11              | 17 de desembre de 2003 | Socorro              | LINEAR                   |
| 259694 | 2003 YD17              | 17 de desembre de 2003 | Kitt Peak            | Spacewatch               |
| 259695 | 2003 YL17              | 17 de desembre de 2003 | Kitt Peak            | Spacewatch               |
| 259696 | 2003 YB20              | 17 de desembre de 2003 | Kitt Peak            | Spacewatch               |
| 259697 | 2003 YC21              | 17 de desembre de 2003 | Kitt Peak            | Spacewatch               |
| 259698 | 2003 YJ23              | 17 de desembre de 2003 | Kitt Peak            | Spacewatch               |
| 259699 | 2003 YY28              | 17 de desembre de 2003 | Kitt Peak            | Spacewatch               |
| 259700 | 2003 YD31              | 18 de desembre de 2003 | Socorro              | LINEAR                   |

## 259701-259800
| Nom    | Designació provisional | Data de descobriment   | Lloc de descobriment | Descobridor/s            |
| ------ | ---------------------- | ---------------------- | -------------------- | ------------------------ |
| 259701 | 2003 YA33              | 16 de desembre de 2003 | Catalina             | CSS                      |
| 259702 | 2003 YL34              | 18 de desembre de 2003 | Socorro              | LINEAR                   |
| 259703 | 2003 YP34              | 18 de desembre de 2003 | Socorro              | LINEAR                   |
| 259704 | 2003 YX35              | 19 de desembre de 2003 | Kitt Peak            | Spacewatch               |
| 259705 | 2003 YO40              | 19 de desembre de 2003 | Kitt Peak            | Spacewatch               |
| 259706 | 2003 YP42              | 19 de desembre de 2003 | Kitt Peak            | Spacewatch               |
| 259707 | 2003 YN43              | 19 de desembre de 2003 | Socorro              | LINEAR                   |
| 259708 | 2003 YV44              | 19 de desembre de 2003 | Kitt Peak            | Spacewatch               |
| 259709 | 2003 YP47              | 18 de desembre de 2003 | Socorro              | LINEAR                   |
| 259710 | 2003 YH50              | 18 de desembre de 2003 | Socorro              | LINEAR                   |
| 259711 | 2003 YL54              | 19 de desembre de 2003 | Socorro              | LINEAR                   |
| 259712 | 2003 YW55              | 19 de desembre de 2003 | Socorro              | LINEAR                   |
| 259713 | 2003 YH60              | 19 de desembre de 2003 | Kitt Peak            | Spacewatch               |
| 259714 | 2003 YB62              | 19 de desembre de 2003 | Socorro              | LINEAR                   |
| 259715 | 2003 YF62              | 19 de desembre de 2003 | Socorro              | LINEAR                   |
| 259716 | 2003 YN64              | 19 de desembre de 2003 | Socorro              | LINEAR                   |
| 259717 | 2003 YS72              | 18 de desembre de 2003 | Socorro              | LINEAR                   |
| 259718 | 2003 YT73              | 18 de desembre de 2003 | Kitt Peak            | Spacewatch               |
| 259719 | 2003 YL75              | 18 de desembre de 2003 | Socorro              | LINEAR                   |
| 259720 | 2003 YV79              | 18 de desembre de 2003 | Socorro              | LINEAR                   |
| 259721 | 2003 YC86              | 19 de desembre de 2003 | Socorro              | LINEAR                   |
| 259722 | 2003 YE87              | 19 de desembre de 2003 | Socorro              | LINEAR                   |
| 259723 | 2003 YG87              | 19 de desembre de 2003 | Socorro              | LINEAR                   |
| 259724 | 2003 YQ88              | 19 de desembre de 2003 | Socorro              | LINEAR                   |
| 259725 | 2003 YB90              | 19 de desembre de 2003 | Kitt Peak            | Spacewatch               |
| 259726 | 2003 YV93              | 21 de desembre de 2003 | Socorro              | LINEAR                   |
| 259727 | 2003 YC94              | 21 de desembre de 2003 | Kitt Peak            | Spacewatch               |
| 259728 | 2003 YM96              | 19 de desembre de 2003 | Socorro              | LINEAR                   |
| 259729 | 2003 YN96              | 19 de desembre de 2003 | Socorro              | LINEAR                   |
| 259730 | 2003 YN97              | 19 de desembre de 2003 | Socorro              | LINEAR                   |
| 259731 | 2003 YK101             | 19 de desembre de 2003 | Socorro              | LINEAR                   |
| 259732 | 2003 YS102             | 19 de desembre de 2003 | Socorro              | LINEAR                   |
| 259733 | 2003 YR104             | 21 de desembre de 2003 | Kitt Peak            | Spacewatch               |
| 259734 | 2003 YK112             | 23 de desembre de 2003 | Socorro              | LINEAR                   |
| 259735 | 2003 YU112             | 23 de desembre de 2003 | Socorro              | LINEAR                   |
| 259736 | 2003 YP114             | 25 de desembre de 2003 | Haleakala            | NEAT                     |
| 259737 | 2003 YB128             | 27 de desembre de 2003 | Socorro              | LINEAR                   |
| 259738 | 2003 YC135             | 28 de desembre de 2003 | Socorro              | LINEAR                   |
| 259739 | 2003 YT150             | 29 de desembre de 2003 | Catalina             | CSS                      |
| 259740 | 2003 YD152             | 29 de desembre de 2003 | Socorro              | LINEAR                   |
| 259741 | 2003 YF155             | 30 de desembre de 2003 | Socorro              | LINEAR                   |
| 259742 | 2003 YU159             | 17 de desembre de 2003 | Socorro              | LINEAR                   |
| 259743 | 2003 YK162             | 17 de desembre de 2003 | Anderson Mesa        | LONEOS                   |
| 259744 | 2003 YT166             | 17 de desembre de 2003 | Kitt Peak            | Spacewatch               |
| 259745 | 2003 YB168             | 18 de desembre de 2003 | Socorro              | LINEAR                   |
| 259746 | 2003 YP168             | 18 de desembre de 2003 | Socorro              | LINEAR                   |
| 259747 | 2003 YT168             | 18 de desembre de 2003 | Socorro              | LINEAR                   |
| 259748 | 2003 YM170             | 18 de desembre de 2003 | Kitt Peak            | Spacewatch               |
| 259749 | 2003 YR171             | 18 de desembre de 2003 | Kitt Peak            | Spacewatch               |
| 259750 | 2003 YG180             | 17 de desembre de 2003 | Socorro              | LINEAR                   |
| 259751 | 2003 YK181             | 25 de desembre de 2003 | Apache Point         | Sloan Digital Sky Survey |
| 259752 | 2003 YQ181             | 21 de desembre de 2003 | Kitt Peak            | Spacewatch               |
| 259753 | 2004 AY                | 5 de gener de 2004     | Socorro              | LINEAR                   |
| 259754 | 2004 AZ3               | 13 de gener de 2004    | Anderson Mesa        | LONEOS                   |
| 259755 | 2004 AZ4               | 13 de gener de 2004    | Anderson Mesa        | LONEOS                   |
| 259756 | 2004 AU7               | 13 de gener de 2004    | Anderson Mesa        | LONEOS                   |
| 259757 | 2004 AO8               | 15 de gener de 2004    | Kitt Peak            | Spacewatch               |
| 259758 | 2004 AY8               | 14 de gener de 2004    | Palomar              | NEAT                     |
| 259759 | 2004 AJ9               | 14 de gener de 2004    | Palomar              | NEAT                     |
| 259760 | 2004 AF23              | 15 de gener de 2004    | Kitt Peak            | Spacewatch               |
| 259761 | 2004 BE1               | 16 de gener de 2004    | Kitt Peak            | Spacewatch               |
| 259762 | 2004 BX2               | 16 de gener de 2004    | Palomar              | NEAT                     |
| 259763 | 2004 BR4               | 16 de gener de 2004    | Palomar              | NEAT                     |
| 259764 | 2004 BY4               | 16 de gener de 2004    | Palomar              | NEAT                     |
| 259765 | 2004 BK5               | 16 de gener de 2004    | Kitt Peak            | Spacewatch               |
| 259766 | 2004 BA6               | 16 de gener de 2004    | Kitt Peak            | Spacewatch               |
| 259767 | 2004 BR7               | 16 de gener de 2004    | Kitt Peak            | Spacewatch               |
| 259768 | 2004 BE12              | 16 de gener de 2004    | Palomar              | NEAT                     |
| 259769 | 2004 BV12              | 17 de gener de 2004    | Palomar              | NEAT                     |
| 259770 | 2004 BL20              | 16 de gener de 2004    | Palomar              | NEAT                     |
| 259771 | 2004 BK21              | 18 de gener de 2004    | Kitt Peak            | Spacewatch               |
| 259772 | 2004 BM21              | 18 de gener de 2004    | Kitt Peak            | Spacewatch               |
| 259773 | 2004 BN21              | 18 de gener de 2004    | Kitt Peak            | Spacewatch               |
| 259774 | 2004 BU22              | 17 de gener de 2004    | Kitt Peak            | Spacewatch               |
| 259775 | 2004 BN24              | 19 de gener de 2004    | Anderson Mesa        | LONEOS                   |
| 259776 | 2004 BA27              | 21 de gener de 2004    | Socorro              | LINEAR                   |
| 259777 | 2004 BX27              | 18 de gener de 2004    | Palomar              | NEAT                     |
| 259778 | 2004 BH31              | 18 de gener de 2004    | Palomar              | NEAT                     |
| 259779 | 2004 BB32              | 19 de gener de 2004    | Kitt Peak            | Spacewatch               |
| 259780 | 2004 BA35              | 19 de gener de 2004    | Kitt Peak            | Spacewatch               |
| 259781 | 2004 BY36              | 19 de gener de 2004    | Kitt Peak            | Spacewatch               |
| 259782 | 2004 BB40              | 21 de gener de 2004    | Socorro              | LINEAR                   |
| 259783 | 2004 BV40              | 21 de gener de 2004    | Socorro              | LINEAR                   |
| 259784 | 2004 BX41              | 19 de gener de 2004    | Catalina             | CSS                      |
| 259785 | 2004 BR43              | 22 de gener de 2004    | Socorro              | LINEAR                   |
| 259786 | 2004 BJ46              | 21 de gener de 2004    | Socorro              | LINEAR                   |
| 259787 | 2004 BU49              | 21 de gener de 2004    | Socorro              | LINEAR                   |
| 259788 | 2004 BX50              | 21 de gener de 2004    | Socorro              | LINEAR                   |
| 259789 | 2004 BB52              | 21 de gener de 2004    | Socorro              | LINEAR                   |
| 259790 | 2004 BH58              | 23 de gener de 2004    | Socorro              | LINEAR                   |
| 259791 | 2004 BD59              | 23 de gener de 2004    | Socorro              | LINEAR                   |
| 259792 | 2004 BK59              | 24 de gener de 2004    | Socorro              | LINEAR                   |
| 259793 | 2004 BM63              | 22 de gener de 2004    | Socorro              | LINEAR                   |
| 259794 | 2004 BU64              | 22 de gener de 2004    | Socorro              | LINEAR                   |
| 259795 | 2004 BK65              | 22 de gener de 2004    | Socorro              | LINEAR                   |
| 259796 | 2004 BH68              | 23 de gener de 2004    | Socorro              | LINEAR                   |
| 259797 | 2004 BX69              | 21 de gener de 2004    | Socorro              | LINEAR                   |
| 259798 | 2004 BT77              | 22 de gener de 2004    | Socorro              | LINEAR                   |
| 259799 | 2004 BH78              | 22 de gener de 2004    | Socorro              | LINEAR                   |
| 259800 | 2004 BV79              | 24 de gener de 2004    | Socorro              | LINEAR                   |

## 259801-259900
| Nom    | Designació provisional | Data de descobriment | Lloc de descobriment | Descobridor/s    |
| ------ | ---------------------- | -------------------- | -------------------- | ---------------- |
| 259801 | 2004 BR81              | 26 de gener de 2004  | Anderson Mesa        | LONEOS           |
| 259802 | 2004 BJ86              | 30 de gener de 2004  | Socorro              | LINEAR           |
| 259803 | 2004 BH87              | 23 de gener de 2004  | Anderson Mesa        | LONEOS           |
| 259804 | 2004 BU95              | 19 de gener de 2004  | Socorro              | LINEAR           |
| 259805 | 2004 BW95              | 27 de gener de 2004  | Catalina             | CSS              |
| 259806 | 2004 BL99              | 27 de gener de 2004  | Kitt Peak            | Spacewatch       |
| 259807 | 2004 BT99              | 27 de gener de 2004  | Kitt Peak            | Spacewatch       |
| 259808 | 2004 BZ99              | 27 de gener de 2004  | Kitt Peak            | Spacewatch       |
| 259809 | 2004 BZ100             | 28 de gener de 2004  | Kitt Peak            | Spacewatch       |
| 259810 | 2004 BQ105             | 26 de gener de 2004  | Anderson Mesa        | LONEOS           |
| 259811 | 2004 BO106             | 26 de gener de 2004  | Anderson Mesa        | LONEOS           |
| 259812 | 2004 BC108             | 28 de gener de 2004  | Catalina             | CSS              |
| 259813 | 2004 BK109             | 28 de gener de 2004  | Catalina             | CSS              |
| 259814 | 2004 BT109             | 28 de gener de 2004  | Kitt Peak            | Spacewatch       |
| 259815 | 2004 BN111             | 29 de gener de 2004  | Catalina             | CSS              |
| 259816 | 2004 BS114             | 29 de gener de 2004  | Anderson Mesa        | LONEOS           |
| 259817 | 2004 BF117             | 28 de gener de 2004  | Catalina             | CSS              |
| 259818 | 2004 BT117             | 28 de gener de 2004  | Haleakala            | NEAT             |
| 259819 | 2004 BS120             | 31 de gener de 2004  | Socorro              | LINEAR           |
| 259820 | 2004 BJ140             | 19 de gener de 2004  | Kitt Peak            | Spacewatch       |
| 259821 | 2004 BV143             | 19 de gener de 2004  | Kitt Peak            | Spacewatch       |
| 259822 | 2004 CN2               | 12 de febrer de 2004 | Desert Eagle         | W. K. Y. Yeung   |
| 259823 | 2004 CV3               | 10 de febrer de 2004 | Palomar              | NEAT             |
| 259824 | 2004 CK4               | 10 de febrer de 2004 | Palomar              | NEAT             |
| 259825 | 2004 CL4               | 10 de febrer de 2004 | Palomar              | NEAT             |
| 259826 | 2004 CJ8               | 11 de febrer de 2004 | Kitt Peak            | Spacewatch       |
| 259827 | 2004 CO9               | 11 de febrer de 2004 | Kitt Peak            | Spacewatch       |
| 259828 | 2004 CO14              | 11 de febrer de 2004 | Kitt Peak            | Spacewatch       |
| 259829 | 2004 CV16              | 11 de febrer de 2004 | Kitt Peak            | Spacewatch       |
| 259830 | 2004 CO18              | 10 de febrer de 2004 | Palomar              | NEAT             |
| 259831 | 2004 CD25              | 12 de febrer de 2004 | Kitt Peak            | Spacewatch       |
| 259832 | 2004 CE25              | 12 de febrer de 2004 | Kitt Peak            | Spacewatch       |
| 259833 | 2004 CZ26              | 11 de febrer de 2004 | Palomar              | NEAT             |
| 259834 | 2004 CX30              | 12 de febrer de 2004 | Kitt Peak            | Spacewatch       |
| 259835 | 2004 CL31              | 12 de febrer de 2004 | Kitt Peak            | Spacewatch       |
| 259836 | 2004 CA33              | 12 de febrer de 2004 | Kitt Peak            | Spacewatch       |
| 259837 | 2004 CX39              | 12 de febrer de 2004 | Desert Eagle         | W. K. Y. Yeung   |
| 259838 | 2004 CC42              | 10 de febrer de 2004 | Palomar              | NEAT             |
| 259839 | 2004 CF42              | 10 de febrer de 2004 | Palomar              | NEAT             |
| 259840 | 2004 CY43              | 12 de febrer de 2004 | Kitt Peak            | Spacewatch       |
| 259841 | 2004 CS46              | 13 de febrer de 2004 | Kitt Peak            | Spacewatch       |
| 259842 | 2004 CC48              | 14 de febrer de 2004 | Haleakala            | NEAT             |
| 259843 | 2004 CW51              | 12 de febrer de 2004 | Palomar              | NEAT             |
| 259844 | 2004 CT52              | 13 de febrer de 2004 | Goodricke-Pigott     | Goodricke-Pigott |
| 259845 | 2004 CN56              | 14 de febrer de 2004 | Haleakala            | NEAT             |
| 259846 | 2004 CL59              | 10 de febrer de 2004 | Palomar              | NEAT             |
| 259847 | 2004 CC61              | 11 de febrer de 2004 | Kitt Peak            | Spacewatch       |
| 259848 | 2004 CA70              | 11 de febrer de 2004 | Palomar              | NEAT             |
| 259849 | 2004 CZ70              | 12 de febrer de 2004 | Kitt Peak            | Spacewatch       |
| 259850 | 2004 CR75              | 11 de febrer de 2004 | Palomar              | NEAT             |
| 259851 | 2004 CZ79              | 11 de febrer de 2004 | Palomar              | NEAT             |
| 259852 | 2004 CC83              | 12 de febrer de 2004 | Kitt Peak            | Spacewatch       |
| 259853 | 2004 CO83              | 12 de febrer de 2004 | Kitt Peak            | Spacewatch       |
| 259854 | 2004 CA86              | 14 de febrer de 2004 | Kitt Peak            | Spacewatch       |
| 259855 | 2004 CF86              | 14 de febrer de 2004 | Kitt Peak            | Spacewatch       |
| 259856 | 2004 CL86              | 14 de febrer de 2004 | Kitt Peak            | Spacewatch       |
| 259857 | 2004 CP86              | 14 de febrer de 2004 | Kitt Peak            | Spacewatch       |
| 259858 | 2004 CQ95              | 13 de febrer de 2004 | Kitt Peak            | Spacewatch       |
| 259859 | 2004 CV96              | 12 de febrer de 2004 | Palomar              | NEAT             |
| 259860 | 2004 CZ96              | 13 de febrer de 2004 | Palomar              | NEAT             |
| 259861 | 2004 CM98              | 14 de febrer de 2004 | Catalina             | CSS              |
| 259862 | 2004 CG103             | 12 de febrer de 2004 | Palomar              | NEAT             |
| 259863 | 2004 CQ103             | 12 de febrer de 2004 | Palomar              | NEAT             |
| 259864 | 2004 CJ104             | 13 de febrer de 2004 | Palomar              | NEAT             |
| 259865 | 2004 CR105             | 14 de febrer de 2004 | Socorro              | LINEAR           |
| 259866 | 2004 CD108             | 14 de febrer de 2004 | Haleakala            | NEAT             |
| 259867 | 2004 CU113             | 13 de febrer de 2004 | Anderson Mesa        | LONEOS           |
| 259868 | 2004 CM114             | 15 de febrer de 2004 | Socorro              | LINEAR           |
| 259869 | 2004 CC117             | 11 de febrer de 2004 | Kitt Peak            | Spacewatch       |
| 259870 | 2004 CY122             | 12 de febrer de 2004 | Kitt Peak            | Spacewatch       |
| 259871 | 2004 DP1               | 16 de febrer de 2004 | Kitt Peak            | Spacewatch       |
| 259872 | 2004 DD5               | 16 de febrer de 2004 | Kitt Peak            | Spacewatch       |
| 259873 | 2004 DD9               | 17 de febrer de 2004 | Socorro              | LINEAR           |
| 259874 | 2004 DT13              | 16 de febrer de 2004 | Kitt Peak            | Spacewatch       |
| 259875 | 2004 DT14              | 17 de febrer de 2004 | Palomar              | NEAT             |
| 259876 | 2004 DO15              | 17 de febrer de 2004 | Socorro              | LINEAR           |
| 259877 | 2004 DR15              | 17 de febrer de 2004 | Catalina             | CSS              |
| 259878 | 2004 DV15              | 17 de febrer de 2004 | Socorro              | LINEAR           |
| 259879 | 2004 DW20              | 17 de febrer de 2004 | Socorro              | LINEAR           |
| 259880 | 2004 DM21              | 17 de febrer de 2004 | Catalina             | CSS              |
| 259881 | 2004 DJ23              | 18 de febrer de 2004 | Catalina             | CSS              |
| 259882 | 2004 DN24              | 19 de febrer de 2004 | Socorro              | LINEAR           |
| 259883 | 2004 DK26              | 16 de febrer de 2004 | Kitt Peak            | Spacewatch       |
| 259884 | 2004 DA28              | 16 de febrer de 2004 | Kitt Peak            | Spacewatch       |
| 259885 | 2004 DV29              | 17 de febrer de 2004 | Socorro              | LINEAR           |
| 259886 | 2004 DX32              | 18 de febrer de 2004 | Socorro              | LINEAR           |
| 259887 | 2004 DH34              | 18 de febrer de 2004 | Haleakala            | NEAT             |
| 259888 | 2004 DG36              | 19 de febrer de 2004 | Socorro              | LINEAR           |
| 259889 | 2004 DD40              | 17 de febrer de 2004 | Kitt Peak            | Spacewatch       |
| 259890 | 2004 DZ41              | 19 de febrer de 2004 | Socorro              | LINEAR           |
| 259891 | 2004 DJ47              | 19 de febrer de 2004 | Socorro              | LINEAR           |
| 259892 | 2004 DX47              | 19 de febrer de 2004 | Socorro              | LINEAR           |
| 259893 | 2004 DJ52              | 25 de febrer de 2004 | Socorro              | LINEAR           |
| 259894 | 2004 DV52              | 25 de febrer de 2004 | Socorro              | LINEAR           |
| 259895 | 2004 DT56              | 22 de febrer de 2004 | Kitt Peak            | Spacewatch       |
| 259896 | 2004 DN58              | 23 de febrer de 2004 | Socorro              | LINEAR           |
| 259897 | 2004 DR58              | 23 de febrer de 2004 | Socorro              | LINEAR           |
| 259898 | 2004 DE66              | 23 de febrer de 2004 | Socorro              | LINEAR           |
| 259899 | 2004 DC74              | 17 de febrer de 2004 | Kitt Peak            | Spacewatch       |
| 259900 | 2004 DJ76              | 17 de febrer de 2004 | Kitt Peak            | Spacewatch       |

## 259901-260000
| Nom            | Designació provisional | Data de descobriment | Lloc de descobriment | Descobridor/s    |
| -------------- | ---------------------- | -------------------- | -------------------- | ---------------- |
| 259901         | 2004 EL                | 11 de març de 2004   | Emerald Lane         | L. Ball          |
| 259902         | 2004 EH2               | 12 de març de 2004   | Palomar              | NEAT             |
| 259903         | 2004 ES3               | 10 de març de 2004   | Palomar              | NEAT             |
| 259904         | 2004 EL7               | 12 de març de 2004   | Palomar              | NEAT             |
| 259905 Vougeot | 2004 EO9               | 14 de març de 2004   | Vicques              | M. Ory           |
| 259906         | 2004 EG10              | 14 de març de 2004   | Catalina             | CSS              |
| 259907         | 2004 EH12              | 11 de març de 2004   | Palomar              | NEAT             |
| 259908         | 2004 EW13              | 11 de març de 2004   | Palomar              | NEAT             |
| 259909         | 2004 ES16              | 12 de març de 2004   | Palomar              | NEAT             |
| 259910         | 2004 ET16              | 12 de març de 2004   | Palomar              | NEAT             |
| 259911         | 2004 EF17              | 12 de març de 2004   | Palomar              | NEAT             |
| 259912         | 2004 EV17              | 12 de març de 2004   | Palomar              | NEAT             |
| 259913         | 2004 EG19              | 14 de març de 2004   | Kitt Peak            | Spacewatch       |
| 259914         | 2004 EW22              | 15 de març de 2004   | Kitt Peak            | Spacewatch       |
| 259915         | 2004 EP23              | 15 de març de 2004   | Socorro              | LINEAR           |
| 259916         | 2004 ES23              | 15 de març de 2004   | Socorro              | LINEAR           |
| 259917         | 2004 EJ24              | 15 de març de 2004   | Crni Vrh             | Crni Vrh         |
| 259918         | 2004 EO24              | 14 de març de 2004   | Socorro              | LINEAR           |
| 259919         | 2004 EG25              | 10 de març de 2004   | Palomar              | NEAT             |
| 259920         | 2004 EZ25              | 13 de març de 2004   | Palomar              | NEAT             |
| 259921         | 2004 EW29              | 15 de març de 2004   | Kitt Peak            | Spacewatch       |
| 259922         | 2004 EV32              | 15 de març de 2004   | Palomar              | NEAT             |
| 259923         | 2004 EB33              | 15 de març de 2004   | Palomar              | NEAT             |
| 259924         | 2004 EE33              | 15 de març de 2004   | Palomar              | NEAT             |
| 259925         | 2004 EV34              | 12 de març de 2004   | Palomar              | NEAT             |
| 259926         | 2004 EK35              | 12 de març de 2004   | Palomar              | NEAT             |
| 259927         | 2004 EL36              | 13 de març de 2004   | Palomar              | NEAT             |
| 259928         | 2004 EM38              | 14 de març de 2004   | Kitt Peak            | Spacewatch       |
| 259929         | 2004 EY38              | 14 de març de 2004   | Catalina             | CSS              |
| 259930         | 2004 EE39              | 15 de març de 2004   | Kitt Peak            | Spacewatch       |
| 259931         | 2004 EH41              | 15 de març de 2004   | Socorro              | LINEAR           |
| 259932         | 2004 EN41              | 15 de març de 2004   | Catalina             | CSS              |
| 259933         | 2004 ES41              | 15 de març de 2004   | Catalina             | CSS              |
| 259934         | 2004 EQ44              | 15 de març de 2004   | Kitt Peak            | Spacewatch       |
| 259935         | 2004 EB45              | 15 de març de 2004   | Kitt Peak            | Spacewatch       |
| 259936         | 2004 ES48              | 15 de març de 2004   | Catalina             | CSS              |
| 259937         | 2004 EW49              | 15 de març de 2004   | Kitt Peak            | Spacewatch       |
| 259938         | 2004 EG50              | 12 de març de 2004   | Palomar              | NEAT             |
| 259939         | 2004 EP50              | 14 de març de 2004   | Kitt Peak            | Spacewatch       |
| 259940         | 2004 EJ53              | 15 de març de 2004   | Socorro              | LINEAR           |
| 259941         | 2004 EQ55              | 14 de març de 2004   | Palomar              | NEAT             |
| 259942         | 2004 ER55              | 14 de març de 2004   | Socorro              | LINEAR           |
| 259943         | 2004 ET55              | 14 de març de 2004   | Palomar              | NEAT             |
| 259944         | 2004 EC60              | 15 de març de 2004   | Palomar              | NEAT             |
| 259945         | 2004 EC61              | 12 de març de 2004   | Palomar              | NEAT             |
| 259946         | 2004 ER62              | 13 de març de 2004   | Palomar              | NEAT             |
| 259947         | 2004 EG64              | 14 de març de 2004   | Catalina             | CSS              |
| 259948         | 2004 EC67              | 15 de març de 2004   | Kitt Peak            | Spacewatch       |
| 259949         | 2004 EO68              | 15 de març de 2004   | Socorro              | LINEAR           |
| 259950         | 2004 EC70              | 15 de març de 2004   | Kitt Peak            | Spacewatch       |
| 259951         | 2004 EK71              | 15 de març de 2004   | Catalina             | CSS              |
| 259952         | 2004 EU73              | 15 de març de 2004   | Kitt Peak            | Spacewatch       |
| 259953         | 2004 EB74              | 12 de març de 2004   | Palomar              | NEAT             |
| 259954         | 2004 EE74              | 12 de març de 2004   | Palomar              | NEAT             |
| 259955         | 2004 EH75              | 14 de març de 2004   | Kitt Peak            | Spacewatch       |
| 259956         | 2004 EN75              | 14 de març de 2004   | Kitt Peak            | Spacewatch       |
| 259957         | 2004 ES82              | 13 de març de 2004   | Palomar              | NEAT             |
| 259958         | 2004 ER84              | 15 de març de 2004   | Socorro              | LINEAR           |
| 259959         | 2004 EQ91              | 15 de març de 2004   | Kitt Peak            | Spacewatch       |
| 259960         | 2004 EW94              | 15 de març de 2004   | Socorro              | LINEAR           |
| 259961         | 2004 EF95              | 15 de març de 2004   | Kitt Peak            | Spacewatch       |
| 259962         | 2004 EB103             | 15 de març de 2004   | Kitt Peak            | Spacewatch       |
| 259963         | 2004 FX                | 16 de març de 2004   | Goodricke-Pigott     | Goodricke-Pigott |
| 259964         | 2004 FG14              | 16 de març de 2004   | Kitt Peak            | Spacewatch       |
| 259965         | 2004 FS15              | 19 de març de 2004   | Siding Spring        | Siding Spring    |
| 259966         | 2004 FV20              | 16 de març de 2004   | Socorro              | LINEAR           |
| 259967         | 2004 FE24              | 17 de març de 2004   | Kitt Peak            | Spacewatch       |
| 259968         | 2004 FO28              | 18 de març de 2004   | Socorro              | LINEAR           |
| 259969         | 2004 FQ28              | 18 de març de 2004   | Kitt Peak            | Spacewatch       |
| 259970         | 2004 FT28              | 26 de març de 2004   | Socorro              | LINEAR           |
| 259971         | 2004 FB30              | 17 de març de 2004   | Palomar              | NEAT             |
| 259972         | 2004 FC30              | 18 de març de 2004   | Palomar              | NEAT             |
| 259973         | 2004 FO30              | 29 de març de 2004   | Socorro              | LINEAR           |
| 259974         | 2004 FU31              | 30 de març de 2004   | Socorro              | LINEAR           |
| 259975         | 2004 FK33              | 16 de març de 2004   | Socorro              | LINEAR           |
| 259976         | 2004 FN33              | 16 de març de 2004   | Catalina             | CSS              |
| 259977         | 2004 FH34              | 16 de març de 2004   | Catalina             | CSS              |
| 259978         | 2004 FF35              | 16 de març de 2004   | Kitt Peak            | Spacewatch       |
| 259979         | 2004 FA38              | 17 de març de 2004   | Kitt Peak            | Spacewatch       |
| 259980         | 2004 FB41              | 18 de març de 2004   | Kitt Peak            | Spacewatch       |
| 259981         | 2004 FM42              | 18 de març de 2004   | Kitt Peak            | Spacewatch       |
| 259982         | 2004 FP47              | 18 de març de 2004   | Socorro              | LINEAR           |
| 259983         | 2004 FO49              | 18 de març de 2004   | Socorro              | LINEAR           |
| 259984         | 2004 FZ61              | 19 de març de 2004   | Socorro              | LINEAR           |
| 259985         | 2004 FA64              | 19 de març de 2004   | Socorro              | LINEAR           |
| 259986         | 2004 FO64              | 19 de març de 2004   | Socorro              | LINEAR           |
| 259987         | 2004 FY65              | 19 de març de 2004   | Socorro              | LINEAR           |
| 259988         | 2004 FY67              | 20 de març de 2004   | Socorro              | LINEAR           |
| 259989         | 2004 FG68              | 20 de març de 2004   | Socorro              | LINEAR           |
| 259990         | 2004 FX69              | 16 de març de 2004   | Kitt Peak            | Spacewatch       |
| 259991         | 2004 FO71              | 17 de març de 2004   | Kitt Peak            | Spacewatch       |
| 259992         | 2004 FL82              | 17 de març de 2004   | Kitt Peak            | Spacewatch       |
| 259993         | 2004 FP82              | 17 de març de 2004   | Kitt Peak            | Spacewatch       |
| 259994         | 2004 FA83              | 17 de març de 2004   | Socorro              | LINEAR           |
| 259995         | 2004 FM95              | 22 de març de 2004   | Socorro              | LINEAR           |
| 259996         | 2004 FT96              | 23 de març de 2004   | Socorro              | LINEAR           |
| 259997         | 2004 FX108             | 23 de març de 2004   | Kitt Peak            | Spacewatch       |
| 259998         | 2004 FM109             | 24 de març de 2004   | Anderson Mesa        | LONEOS           |
| 259999         | 2004 FO109             | 24 de març de 2004   | Anderson Mesa        | LONEOS           |
| 260000         | 2004 FB112             | 26 de març de 2004   | Kitt Peak            | Spacewatch       |